# Temporada da WTA de 2021
A temporada da WTA de 2021 foi o circuito feminino das tenistas profissionais de elite para o ano em questão. A Associação de Tênis Feminino (WTA) organiza a maioria dos eventos – os WTA 1000, os WTA 500, os WTA 250 e o de fim de temporada (WTA Finals), enquanto que a Federação Internacional de Tênis (ITF) tem os torneios do Grand Slam, o evento tenístico dos Jogos Olímpicos e a Copa Billie Jean King.
Devido a pandemia de COVID-19 ainda persistir, um calendário parcial foi divulgado - em 5 de janeiro, os torneios até Wimbledon foram confirmados. Nesse período, alguns eventos tradicionais, como os que ocorrem na Oceania, que não o Australian Open, e Indian Wells foram realocados, adiados ou cancelados. Os Jogos Olímpicos, que não aconteceram no ano anterior, foram agendados para este, no fim de julho. Em um ano com essa competição, torneios habituais do mês são adiados ou adiantados, apertando o cronograma.
A Fed Cup de 2020 teve apenas a primeira data cumprida no ano a qual começou. Assim, será finalizada em 2021, incluindo a realização da fase final, com sede fixa, ao longo de uma semana. A novidade é que este campeonato foi renomeado, e agora se chama Copa Billie Jean King, em homenagem à icônica personagem que foi uma das fundadoras da WTA.
A associação ainda aproveitou o período para pôr em prática uma reformulação, não só na identidade visual - incluindo logomarca -, mas no nome das categorias dos torneios, aproximando-os da ATP. Saíram os WTA Premier Mandatory, WTA Premier 5, WTA Premier e WTA International; entraram os WTA 1000, 500 e 250, tendo o primeiro absorvido WTA Premier Mandatory e WTA Premier 5, embora se permaneçam diferenças cruciais entre elas.

## Transmissão
Esta é a lista de países e canais designados a transmitir os torneios organizados pela WTA durante a temporada em questão:
Países lusófonos

| País(es) | Canal(is)   |
| -------- | ----------- |
| Brasil   | ESPN Brasil |

Resto do mundo
| País(es)                                                                                                 | Canal(is)                  |
| Países avulsos                                                                                           |                            |
| --- | -------------------------- |
| internet (mundialmente)                                                                                  | WTA TV                     |
| Américas                                                                                                 |                            |
| Canadá                                                                                                   | DAZN TSN TVA Sports [en]   |
| Estados Unidos                                                                                           | Tennis Channel             |
| Ásia |                            |
| China | iQIYI                      |
| Filipinas                                                                                                | Live+ (Tap Go) [en]        |
| Geórgia                                                                                                  | Ajara TV [en] Silknet [en] |
| Hong Kong                                                                                                | Now TV [en]                |
| Indonésia                                                                                                | Emtek [en]                 |
| Israel                                                                                                   | Charlton                   |
| Japão | DAZN                       |
| Singapura                                                                                                | StarHub                    |
| Tailândia                                                                                                | TrueVisions [en]           |
| Taiwan                                                                                                   | Sportcast                  |
| Turquia                                                                                                  | beIN Sports                |
| Europa                                                                                                   |                            |
| Bielorrússia                                                                                             | Belarus TV                 |
| Bulgária                                                                                                 | Bulsatcom                  |
| Chéquia                                                                                                  | O2 [en]                    |
| Dinamarca                                                                                                | TV 2                       |
| Eslováquia                                                                                               | RTVS [en]                  |
| Estónia                                                                                                  | Telia TV [en]              |
| Grécia                                                                                                   | Cosmote TV [en]            |
| Hungria                                                                                                  | Digi Sport Hungria [en]    |
| Letónia                                                                                                  | Best4Sport TV              |
| Países Baixos                                                                                            | Fox Sports                 |
| Polónia                                                                                                  | TVP (TVP Sport)            |
| Roménia                                                                                                  | Digi Sport Romênia [en]    |
| Rússia                                                                                                   | Eurosport                  |
| Oceania                                                                                                  |                            |
| Austrália                                                                                                | beIN Sports                |
| Nova Zelândia                                                                                            | Spark TV [en]              |
| Regiões                                                                                                  |                            |
| Caribe                                                                                                   | SportsMax [es]             |
| Norte da África Oriente Médio                                                                            | beIN Sports                |
| Agrupamentos                                                                                             |                            |
| Ásia |                            |
| Brunei · Malásia                                                                                         | Astro [en]                 |
| Europa                                                                                                   |                            |
| Albânia · Bósnia e Herzegovina · Croácia · Eslovénia · Kosovo · Macedónia do Norte · Montenegro · Sérvia | Sport Klub [en]            |
| Alemanha · Áustria · Espanha · Liechtenstein · Suíça                                                     | DAZN                       |
| Finlândia · Islândia · Noruega · Suécia                                                                  | NENT [en]                  |
| França · Mónaco                                                                                          | beIN Sports                |
| Irlanda · Reino Unido                                                                                    | Prime Video                |
| Itália · San Marino · Vaticano                                                                           | SuperTennis                |
| Moldávia · Ucrânia                                                                                       | Setanta Sports [en]        |

## Calendário

### Países
| Torneios | País(es)                                                                | País(es)                                                |
| -------- | ----------------------------------------------------------------------- | ------------------------------------------------------- |
| 10       | Estados Unidos                                                          | Estados Unidos                                          |
| 6        | Austrália                                                               | Austrália                                               |
| 4        | Alemanha · Grã-Bretanha                                                 | Itália                                                  |
| 3        | Chéquia · França                                                        | México                                                  |
| 2        | Emirados Árabes Unidos · Espanha                                        | Roménia · Rússia                                        |
| 1        | Áustria · Canadá · Catar · Cazaquistão · Colômbia · Eslovénia · Hungria | Japão · Luxemburgo · Polónia · Sérvia · Suíça · Turquia |

### Mudanças
- Torneio(s):
  - Debutantes: Abu Dhabi, Anning (depois cancelado), Bad Homburg, Belgrado, Charleston 2 (WTA 250), Cluj-Napoca (2 torneios), Colônia (depois cancelado), Courmayeur, Gdynia, Guadalajara, Astana, Parma e Tenerife;
  - Cancelados (antes da apresentação do calendário inicial)[nota 2]: Acapulco, Auckland, Brisbane, Bucareste, Hobart, Hua Hin, Lexington, Shenzhen e Washington;
  - Cancelados (durante o andamento da temporada)[nota 2][nota 3]: Anning (debutante, depois cancelado), Cantão, Colônia (debutante, depois cancelado), Hiroshima, Hong Kong, Nanchang, Pequim, Rabat, 's-Hertogenbosch, Seul, Tianjin, Tóquio, Elite Trophy[nota 4], Wuhan e Zhengzhou;
  - Adiados: Copa Billie Jean King: (abril para novembro), Estrasburgo (uma semana), Indian Wells (março para outubro) e Torneio de Roland Garros (uma semana);
  - Retomados: Berlim, Budapeste, Chicago (2 torneios) Hamburgo, Melbourne[nota 5] e Portorož;
  - Renomeados: Fed Cup para Copa Billie Jean King;
  - Transferidos: Bucareste para Budapeste, Cincinnati (retornando para Mason, depois de passar uma edição em Nova York), Copa Billie Jean King (Budapeste[nota 6] para Praga), Finals (Shenzhen para Guadalajara) e Washington para Gdynia[nota 7];
  - Piso: Praga (saibro para duro).
- Categorias de Torneios:
  - Renomeados: WTA Premier Mandatory e WTA Premier 5 para WTA 1000[nota 8], WTA Premier para WTA 500 e WTA International para WTA 250.
    - Transferidos e renomeados: Doha (WTA Premier 5 para WTA 500) e Dubai (WTA Premier para WTA 1000);

- Movimentações de rotina:
  - Cidade: Toronto para Montreal (troca entre ATP e WTA);
  - Entra: Tênis nos Jogos Olímpicos (Rio de Janeiro para Tóquio).

### Mês a mês

#### Legenda
Abaixo estão exemplos, com explicações usando o elemento dica de contexto. Basta passar o cursor sobre cada linha pontilhada para lê-las.
| Semana de                   | Torneio                                                                                        | Campeã(s)(o/ões)            | Vice-campeã(s)(o/ões)     | Resultado            |
| --------------------------- | ---------------------------------------------------------------------------------------------- | --------------------------- | ------------------------- | -------------------- |
| 16 de janeiro 23 de janeiro | Australian Open · Melbourne, Austrália · Grand Slam · A$ 12.176.550 – duro – 128S•96Q•64D•32DM | jogador(a) 1                | jogador(a) 2              | 7–61, 4–6, 7–6(10–6) |
| 16 de janeiro 23 de janeiro | Australian Open · Melbourne, Austrália · Grand Slam · A$ 12.176.550 – duro – 128S•96Q•64D•32DM | jogador(a) 3 · jogador(a) 4 | jogador(a) 5 jogador(a) 6 | 4–6, 6–4, [11–9]     |
| 16 de janeiro 23 de janeiro | Australian Open · Melbourne, Austrália · Grand Slam · A$ 12.176.550 – duro – 128S•96Q•64D•32DM | jogadora 7 jogador 8        | jogadora 9 jogador 10     | 6–2, 4–6, [10–3]     |

| Casos excepcionais | Premiação               | Grand Slam | Grand Slam | Grand Slam |
| Casos excepcionais | Premiação               | Variável   |            |            |
| Casos excepcionais | Número de participantes | QD         | E          |            |
| Casos excepcionais | Ordenação dos torneios  |            |            |            |

| Ícones | Clicável      |                                        |                                           |
| Ícones | Clicável      | edição do torneio                      |                                           |
| Ícones | Não-clicáveis |                                        | primeiro título conquistado na modalidade |
| Ícones | Não-clicáveis | o(a) jogador(a)/país defendeu o título |                                           |

#### Janeiro
| Semana de     | Torneio | Campeã(s)                  | Vice-campeã(s)              | Resultado                |
| ------------- | --- | -------------------------- | --------------------------- | ------------------------ |
| 4 de janeiro  | Abu Dhabi WTA Women's Tennis Open Abu Dhabi, Emirados Árabes Unidos WTA 500 US$ 565.530 – duro – 64S•32Q•28D | Aryna Sabalenka            | Veronika Kudermetova        | 6–2, 6–2                 |
| 4 de janeiro  | Abu Dhabi WTA Women's Tennis Open Abu Dhabi, Emirados Árabes Unidos WTA 500 US$ 565.530 – duro – 64S•32Q•28D | Shuko Aoyama Ena Shibahara | Hayley Carter Luisa Stefani | 7–65, 6–4                |
| 11 de janeiro | sem torneios programados                                                                                     | sem torneios programados   | sem torneios programados    | sem torneios programados |
| 18 de janeiro | sem torneios programados                                                                                     | sem torneios programados   | sem torneios programados    | sem torneios programados |
| 25 de janeiro | sem torneios programados                                                                                     | sem torneios programados   | sem torneios programados    | sem torneios programados |

#### Fevereiro
| Semana de                      | Torneio                                                                                   | Campeã(s)(o/ões)                                                           | Vice-campeã(s)(o/ões)                                                      | Resultado                                                                  |
| ------------------------------ | ----------------------------------------------------------------------------------------- | -------------------------------------------------------------------------- | -------------------------------------------------------------------------- | -------------------------------------------------------------------------- |
| 1º de fevereiro                | Gippsland Trophy Melbourne, Austrália WTA 500 US$ 447.620 – duro – 54S•28D                | Elise Mertens                                                              | Kaia Kanepi                                                                | 6–4, 6–1                                                                   |
| 1º de fevereiro                | Gippsland Trophy Melbourne, Austrália WTA 500 US$ 447.620 – duro – 54S•28D                | Barbora Krejčíková Kateřina Siniaková                                      | Chan Hao-ching Latisha Chan                                                | 6–3, 7–64                                                                  |
| 1º de fevereiro                | Grampians Trophy Melbourne, Austrália WTA 500 US$ 447.620 – duro – 28S                    | Anett Kontaveit vs. Ann Li Final cancelada devido ao atraso na programação | Anett Kontaveit vs. Ann Li Final cancelada devido ao atraso na programação | Anett Kontaveit vs. Ann Li Final cancelada devido ao atraso na programação |
| 1º de fevereiro                | Yarra Valley Classic Melbourne, Austrália WTA 500 US$ 442.020 – duro – 54S•28D            | Ashleigh Barty                                                             | Garbiñe Muguruza                                                           | 7–63, 6–4                                                                  |
| 1º de fevereiro                | Yarra Valley Classic Melbourne, Austrália WTA 500 US$ 442.020 – duro – 54S•28D            | Shuko Aoyama Ena Shibahara                                                 | Anna Kalinskaya Viktória Kužmová                                           | 6–3, 6–4                                                                   |
| 8 de fevereiro 15 de fevereiro | Australian Open Melbourne, Austrália Grand Slam A$ 33.098.500 – duro – 128S•128Q•64D•32DM | Naomi Osaka                                                                | Jennifer Brady                                                             | 6–4, 6–3                                                                   |
| 8 de fevereiro 15 de fevereiro | Australian Open Melbourne, Austrália Grand Slam A$ 33.098.500 – duro – 128S•128Q•64D•32DM | Elise Mertens Aryna Sabalenka                                              | Barbora Krejčíková Kateřina Siniaková                                      | 6–2, 6–3                                                                   |
| 8 de fevereiro 15 de fevereiro | Australian Open Melbourne, Austrália Grand Slam A$ 33.098.500 – duro – 128S•128Q•64D•32DM | Barbora Krejčíková · Rajeev Ram                                            | Samantha Stosur Matthew Ebden                                              | 6–1, 6–4                                                                   |
| 15 de fevereiro                | Phillip Island Trophy Melbourne, Austrália WTA 250 US$ 235.238 – duro – 56S•16Q•25D       | Daria Kasatkina                                                            | Marie Bouzková                                                             | 4–6, 6–2, 6–2                                                              |
| 15 de fevereiro                | Phillip Island Trophy Melbourne, Austrália WTA 250 US$ 235.238 – duro – 56S•16Q•25D       | Ankita Raina · Kamilla Rakhimova                                           | Anna Blinkova Anastasia Potapova                                           | 2–6, 6–4, [10–7]                                                           |
| 22 de fevereiro                | Adelaide International Adelaide, Austrália WTA 500 US$ 535.530 – duro – 28S•24Q•16D       | Iga Świątek                                                                | Belinda Bencic                                                             | 6–2, 6–2                                                                   |
| 22 de fevereiro                | Adelaide International Adelaide, Austrália WTA 500 US$ 535.530 – duro – 28S•24Q•16D       | Alexa Guarachi Desirae Krawczyk                                            | Hayley Carter Luisa Stefani                                                | 46–7, 6–4, [10–3]                                                          |

#### Março
| Semana de               | Torneio | Campeã(s)                               | Vice-campeã(s)                          | Resultado                               |
| ----------------------- | --- | --------------------------------------- | --------------------------------------- | --------------------------------------- |
| 1º de março             | Qatar Total Open Doha, Catar WTA 500 US$ 565.530 – duro – 28S•32Q•16D                                          | Petra Kvitová                           | Garbiñe Muguruza                        | 6–2, 6–1                                |
| 1º de março             | Qatar Total Open Doha, Catar WTA 500 US$ 565.530 – duro – 28S•32Q•16D                                          | Nicole Melichar Demi Schuurs            | Monica Niculescu Jeļena Ostapenko       | 6–2, 2–6, [10–8]                        |
| 1º de março             | Open 6ème Sens Métropole de Lyon Lyon, França WTA 250 US$ 235.238 – duro (coberto) – 32S•24Q•16D               | Clara Tauson                            | Viktorija Golubic                       | 6–4, 6–1                                |
| 1º de março             | Open 6ème Sens Métropole de Lyon Lyon, França WTA 250 US$ 235.238 – duro (coberto) – 32S•24Q•16D               | Viktória Kužmová Arantxa Rus            | Eugenie Bouchard Olga Danilović         | 3–6, 7–5, [10–7]                        |
| 8 de março              | Dubai Duty Free Tennis Championships Dubai, Emirados Árabes Unidos WTA 1000 US$ 2.908.770 – duro – 30S•48Q•28D | Garbiñe Muguruza                        | Barbora Krejčíková                      | 7–66, 6–3                               |
| 8 de março              | Dubai Duty Free Tennis Championships Dubai, Emirados Árabes Unidos WTA 1000 US$ 2.908.770 – duro – 30S•48Q•28D | Alexa Guarachi Darija Jurak             | Xu Yifan Yang Zhaoxuan                  | 6–0, 6–3                                |
| 8 de março              | Abierto Zapopan Guadalajara, México WTA 250 US$ 235.238 – duro – 32S•24Q•16D                                   | Sara Sorribes Tormo                     | Eugenie Bouchard                        | 6–2, 7–5                                |
| 8 de março              | Abierto Zapopan Guadalajara, México WTA 250 US$ 235.238 – duro – 32S•24Q•16D                                   | Ellen Perez Astra Sharma                | Desirae Krawczyk Giuliana Olmos         | 6–4, 6–4                                |
| 8 de março 15 de março  | BNP Paribas Open Indian Wells, Estados Unidos WTA 1000 US$ – duro – 96S•48Q•32D                                | Remarcado devido à pandemia de COVID-19 | Remarcado devido à pandemia de COVID-19 | Remarcado devido à pandemia de COVID-19 |
| 15 de março             | St. Petersburg Ladies Trophy São Petersburgo, Rússia WTA 500 US$ 565.530 – duro (coberto) – 28S•24Q•16D        | Daria Kasatkina                         | Margarita Gasparyan                     | 6–3, 2–1, ab.                           |
| 15 de março             | St. Petersburg Ladies Trophy São Petersburgo, Rússia WTA 500 US$ 565.530 – duro (coberto) – 28S•24Q•16D        | Nadiia Kichenok Raluca Olaru            | Kaitlyn Christian Sabrina Santamaria    | 2–6, 6–3, [10–8]                        |
| 15 de março             | Abierto GNP Seguros Monterrey, México WTA 250 US$ 235.238 – duro – 32S•24Q•16D                                 | Leylah Fernandez                        | Viktorija Golubic                       | 6–1, 6–4M                               |
| 15 de março             | Abierto GNP Seguros Monterrey, México WTA 250 US$ 235.238 – duro – 32S•24Q•16D                                 | Caroline Dolehide · Asia Muhammad       | Heather Watson Zheng Saisai             | 6–2, 6–3                                |
| 22 de março 29 de março | Miami Open Miami, Estados Unidos WTA 1000 US$ 3.260.190 – duro – 96S•48Q•32D                                   | Ashleigh Barty                          | Bianca Andreescu                        | 6–3, 4–0, ab.                           |
| 22 de março 29 de março | Miami Open Miami, Estados Unidos WTA 1000 US$ 3.260.190 – duro – 96S•48Q•32D                                   | Shuko Aoyama Ena Shibahara              | Hayley Carter Luisa Stefani             | 6–2, 7–5                                |

#### Abril
| Semana de             | Torneio | Campeã(s)                               | Vice-campeã(s)                          | Resultado                               |
| --------------------- | --- | --------------------------------------- | --------------------------------------- | --------------------------------------- |
| 5 de abril            | Volvo Car Open Charleston, Estados Unidos WTA 500 US$ 565.530 – saibro (verde) – 56S•32Q•16D                                      | Veronika Kudermetova                    | Danka Kovinić                           | 6–4, 6–2                                |
| 5 de abril            | Volvo Car Open Charleston, Estados Unidos WTA 500 US$ 565.530 – saibro (verde) – 56S•32Q•16D                                      | Nicole Melichar Demi Schuurs            | Marie Bouzková Lucie Hradecká           | 6–2, 6–4                                |
| 5 de abril            | Copa Colsanitas Bogotá, Colômbia WTA 250 US$ 235.238 – saibro – 32S•24Q•16D                                                       | María Camila Osorio Serrano             | Tamara Zidanšek                         | 5–7, 6–3, 6–4                           |
| 5 de abril            | Copa Colsanitas Bogotá, Colômbia WTA 250 US$ 235.238 – saibro – 32S•24Q•16D                                                       | Elixane Lechemia · Ingrid Neel          | Mihaela Buzărnescu Anna-Lena Friedsam   | 6–3, 6–4                                |
| 12 de abril           | Kunming Open Anning, China WTA 250 US$ 275.000 – saibro – 32S•24Q•16D                                                             | Cancelado devido à pandemia de COVID-19 | Cancelado devido à pandemia de COVID-19 | Cancelado devido à pandemia de COVID-19 |
| 12 de abril           | Musc Health Women's Open Charleston, Estados Unidos WTA 250 US$ 235.238 – saibro (verde) – 32S•16Q•16D                            | Astra Sharma                            | Ons Jabeur                              | 2–6, 7–5, 6–1                           |
| 12 de abril           | Musc Health Women's Open Charleston, Estados Unidos WTA 250 US$ 235.238 – saibro (verde) – 32S•16Q•16D                            | Hailey Baptiste · Catherine McNally     | Ellen Perez Storm Sanders               | 46–7, 6–4, [10–6]                       |
| 12 de abril           | Copa Billie Jean King: Finais Budapeste, Hungria Competição de longa duração entre países US$ 12.000.000 – saibro (coberto) – 18E | Remarcado devido à pandemia de COVID-19 | Remarcado devido à pandemia de COVID-19 | Remarcado devido à pandemia de COVID-19 |
| 19 de abril           | Porsche Tennis Grand Prix Stuttgart, Alemanha WTA 500 € 456.073 – saibro (coberto) – 28S•24Q•16D                                  | Ashleigh Barty                          | Aryna Sabalenka                         | 3–6, 6–0, 6–3                           |
| 19 de abril           | Porsche Tennis Grand Prix Stuttgart, Alemanha WTA 500 € 456.073 – saibro (coberto) – 28S•24Q•16D                                  | Ashleigh Barty · Jennifer Brady         | Desirae Krawczyk Bethanie Mattek-Sands  | 6–4, 5–7, [10–5]                        |
| 19 de abril           | TEB BNP Paribas Tennis Championship Istanbul Istambul, Turquia WTA 250 US$ 235.238 – saibro – 32S•24Q•16D                         | Sorana Cîrstea                          | Elise Mertens                           | 6–1, 7–63                               |
| 19 de abril           | TEB BNP Paribas Tennis Championship Istanbul Istambul, Turquia WTA 250 US$ 235.238 – saibro – 32S•24Q•16D                         | Veronika Kudermetova Elise Mertens      | Nao Hibino Makoto Ninomiya              | 6–1, 6–1                                |
| 26 de abril           | J&T Banka Prague Open Praga, Tchéquia WTA 250 US$ – saibro – 32S•24Q•16D                                                          | Remarcado devido à pandemia de COVID-19 | Remarcado devido à pandemia de COVID-19 | Remarcado devido à pandemia de COVID-19 |
| 26 de abril 3 de maio | Mutua Madrid Open Madri, Espanha WTA 1000 € 2.549.105 – saibro – 64S•48Q•30D                                                      | Aryna Sabalenka                         | Ashleigh Barty                          | 6–0, 3–6, 6–4                           |
| 26 de abril 3 de maio | Mutua Madrid Open Madri, Espanha WTA 1000 € 2.549.105 – saibro – 64S•48Q•30D                                                      | Barbora Krejčíková Kateřina Siniaková   | Gabriela Dabrowski Demi Schuurs         | 6–4, 6–3                                |

#### Maio
| Semana de             | Torneio                                                                                        | Campeã(s)(o/ões)                        | Vice-campeã(s)(o/ões)                   | Resultado                               |
| --------------------- | ---------------------------------------------------------------------------------------------- | --------------------------------------- | --------------------------------------- | --------------------------------------- |
| 10 de maio            | Internazionali BNL d'Italia Roma, Itália WTA 1000 € 1.577.613 – saibro – 56S•32Q•28D           | Iga Świątek                             | Karolína Plíšková                       | 6–0, 6–0                                |
| 10 de maio            | Internazionali BNL d'Italia Roma, Itália WTA 1000 € 1.577.613 – saibro – 56S•32Q•28D           | Sharon Fichman Giuliana Olmos           | Kristina Mladenovic Markéta Vondroušová | 4–6, 4–5, [10–5]                        |
| 17 de maio            | Serbia Ladies Open Belgrado, Sérvia WTA 250 US$ 235.238 – saibro – 32S•24Q•16D                 | Paula Badosa                            | Ana Konjuh                              | 6–2, 2–0, ab.                           |
| 17 de maio            | Serbia Ladies Open Belgrado, Sérvia WTA 250 US$ 235.238 – saibro – 32S•24Q•16D                 | Aleksandra Krunić Nina Stojanović       | Greet Minnen Alison Van Uytvanck        | 6–0, 6–2                                |
| 17 de maio            | Cologne Open Colônia, Alemanha WTA 250 US$ – saibro (coberto) – 28S•32Q•16D                    | Cancelado devido à pandemia de COVID-19 | Cancelado devido à pandemia de COVID-19 | Cancelado devido à pandemia de COVID-19 |
| 17 de maio            | Emilia-Romagna Open Parma, Itália WTA 250 € 189.708 – saibro – 32S•24Q•16D                     | Cori Gauff                              | Wang Qiang                              | 6–1, 6–3                                |
| 17 de maio            | Emilia-Romagna Open Parma, Itália WTA 250 € 189.708 – saibro – 32S•24Q•16D                     | Cori Gauff Catherine McNally            | Darija Jurak Andreja Klepač             | 6–3, 6–2                                |
| 17 de maio            | Grand Prix de SAR La Princesse Lalla Meryem Rabat, Marrocos WTA 250 US$ – saibro – 32S•24Q•16D | Cancelado devido à pandemia de COVID-19 | Cancelado devido à pandemia de COVID-19 | Cancelado devido à pandemia de COVID-19 |
| 24 de maio            | Internationaux de Strasbourg Estrasburgo, França WTA 250 US$ 189.708 – saibro – 32S•22Q•16D    | Barbora Krejčíková                      | Sorana Cîrstea                          | 6–3, 6–3                                |
| 24 de maio            | Internationaux de Strasbourg Estrasburgo, França WTA 250 US$ 189.708 – saibro – 32S•22Q•16D    | Alexa Guarachi Desirae Krawczyk         | Makoto Ninomiya Yang Zhaoxuan           | 6–2, 6–3                                |
| 31 de maio 7 de junho | Torneio de Roland Garros Paris, França Grand Slam € 17.011.609 – saibro – 128S•128Q•64D•16DM   | Barbora Krejčíková                      | Anastasia Pavlyuchenkova                | 6–1, 2–6, 6–4                           |
| 31 de maio 7 de junho | Torneio de Roland Garros Paris, França Grand Slam € 17.011.609 – saibro – 128S•128Q•64D•16DM   | Barbora Krejčíková Kateřina Siniaková   | Bethanie Mattek-Sands Iga Świątek       | 6–4, 6–2                                |
| 31 de maio 7 de junho | Torneio de Roland Garros Paris, França Grand Slam € 17.011.609 – saibro – 128S•128Q•64D•16DM   | Desirae Krawczyk · Joe Salisbury        | Elena Vesnina Aslan Karatsev            | 2–6, 6–4, [10–5]                        |

#### Junho
| Semana de              | Torneio                                                                                           | Campeã(s)(o/ões)                        | Vice-campeã(s)(o/ões)                   | Resultado                               |
| ---------------------- | ------------------------------------------------------------------------------------------------- | --------------------------------------- | --------------------------------------- | --------------------------------------- |
| 7 de junho             | Viking Open Nottingham Nottingham, Reino Unido WTA 250 US$ 235.238 – grama – 48S•16Q•16D          | Johanna Konta                           | Zhang Shuai                             | 6–2, 6–1                                |
| 7 de junho             | Viking Open Nottingham Nottingham, Reino Unido WTA 250 US$ 235.238 – grama – 48S•16Q•16D          | Lyudmyla Kichenok Makoto Ninomiya       | Caroline Dolehide Storm Sanders         | 6–4, 36–7, [10–8]                       |
| 7 de junho             | Libéma Open 's-Hertogenbosch, Países Baixos WTA 250 US$ – grama – 32S•24Q•16D                     | Cancelado devido à pandemia de COVID-19 | Cancelado devido à pandemia de COVID-19 | Cancelado devido à pandemia de COVID-19 |
| 14 de junho            | bett1 Open Berlim, Alemanha WTA 500 € 456.073 – grama – 28S•24Q•16D                               | Liudmila Samsonova                      | Belinda Bencic                          | 1–6, 6–1, 6–3                           |
| 14 de junho            | bett1 Open Berlim, Alemanha WTA 500 € 456.073 – grama – 28S•24Q•16D                               | Victoria Azarenka Aryna Sabalenka       | Nicole Melichar Demi Schuurs            | 4–6, 7–5, [10–4]                        |
| 14 de junho            | Viking Classic Birmingham Birmingham, Reino Unido WTA 250 US$ 235.238 – grama – 32S•24Q•16D       | Ons Jabeur                              | Daria Kasatkina                         | 7–5, 6–4                                |
| 14 de junho            | Viking Classic Birmingham Birmingham, Reino Unido WTA 250 US$ 235.238 – grama – 32S•24Q•16D       | Marie Bouzková · Lucie Hradecká         | Ons Jabeur Ellen Perez                  | 6–4, 2–6, [10–8]                        |
| 21 de junho            | Viking International Eastbourne Eastbourne, Reino Unido WTA 500 US$ 565.530 – grama – 32S•24Q•16D | Jeļena Ostapenko                        | Anett Kontaveit                         | 6–3, 6–3                                |
| 21 de junho            | Viking International Eastbourne Eastbourne, Reino Unido WTA 500 US$ 565.530 – grama – 32S•24Q•16D | Shuko Aoyama Ena Shibahara              | Nicole Melichar Demi Schuurs            | 6–1, 6–4                                |
| 21 de junho            | Bad Homburg Open Bad Homburg, Alemanha WTA 250 US$ 189.708 – grama – 32S•8Q•16D                   | Angelique Kerber                        | Kateřina Siniaková                      | 6–3, 6–2                                |
| 21 de junho            | Bad Homburg Open Bad Homburg, Alemanha WTA 250 US$ 189.708 – grama – 32S•8Q•16D                   | Darija Jurak Andreja Klepač             | Nadiia Kichenok Raluca Olaru            | 6–3, 6–1                                |
| 28 de junho 5 de julho | Torneio de Wimbledon Londres, Reino Unido Grand Slam £ 17.250.000 – grama – 128S•128Q•63D•47DM    | Ashleigh Barty                          | Karolína Plíšková                       | 6–3, 46–7, 6–3                          |
| 28 de junho 5 de julho | Torneio de Wimbledon Londres, Reino Unido Grand Slam £ 17.250.000 – grama – 128S•128Q•63D•47DM    | Hsieh Su-wei · Elise Mertens            | Veronika Kudermetova Elena Vesnina      | 3–6, 7–5, 9–7                           |
| 28 de junho 5 de julho | Torneio de Wimbledon Londres, Reino Unido Grand Slam £ 17.250.000 – grama – 128S•128Q•63D•47DM    | Desirae Krawczyk Neal Skupski           | Harriet Dart Joe Salisbury              | 6–2, 7–61                               |

#### Julho
| Semana de   | Torneio                                                                            | Campeã(s)(o/ões)                         | Vice-campeã(s)(o/ões)                     | Resultado          |
| ----------- | ---------------------------------------------------------------------------------- | ---------------------------------------- | ----------------------------------------- | ------------------ |
| 5 de julho  | Hamburg European Open Hamburgo, Alemanha WTA 250 € 189.708 – saibro – 28S•16Q•15D  | Elena-Gabriela Ruse                      | Andrea Petkovic                           | 7–66, 6–4          |
| 5 de julho  | Hamburg European Open Hamburgo, Alemanha WTA 250 € 189.708 – saibro – 28S•16Q•15D  | Jasmine Paolini · Jil Teichmann          | Astra Sharma Rosalie van der Hoek         | 6–0, 6–4           |
| 12 de julho | Hungarian Grand Prix Budapeste, Hungria WTA 250 US$ 235.238 – saibro – 32S•24Q•16D | Yulia Putintseva                         | Anhelina Kalinina                         | 6–4, 6–0           |
| 12 de julho | Hungarian Grand Prix Budapeste, Hungria WTA 250 US$ 235.238 – saibro – 32S•24Q•16D | Mihaela Buzărnescu Fanny Stollár         | Aliona Bolsova Tamara Korpatsch           | 6–4, 6–4           |
| 12 de julho | Ladies Open Lausanne Lausanne, Suíça WTA 250 US$ 235.238– saibro – 32S•8Q•16D      | Tamara Zidanšek                          | Clara Burel                               | 4–6, 7–65, 6–1     |
| 12 de julho | Ladies Open Lausanne Lausanne, Suíça WTA 250 US$ 235.238– saibro – 32S•8Q•16D      | Susan Bandecchi · Simona Waltert         | Ulrikke Eikeri Valentini Grammatikopoulou | 6–3, 36–7, [10–5]  |
| 12 de julho | Livesport Prague Open Praga, Tchéquia WTA 250 US$ 250.000 – duro – 32S•24Q•16D     | Barbora Krejčíková                       | Tereza Martincová                         | 6–2, 6–0           |
| 12 de julho | Livesport Prague Open Praga, Tchéquia WTA 250 US$ 250.000 – duro – 32S•24Q•16D     | Marie Bouzková · Lucie Hradecká          | Viktória Kužmová Nina Stojanović          | 7–63, 6–4          |
| 19 de julho | BNP Paribas Poland Open Gdynia, Polônia WTA 250 US$ 235.238 – saibro – 32S•16Q•16D | Maryna Zanevska                          | Kristína Kučová                           | 6–4, 7–64          |
| 19 de julho | BNP Paribas Poland Open Gdynia, Polônia WTA 250 US$ 235.238 – saibro – 32S•16Q•16D | Anna Danilina · Lidziya Marozava         | Kateryna Bondarenko Katarzyna Piter       | 6–3, 6–2           |
| 19 de julho | Palermo Ladies Open Palermo, Itália WTA 250 € 189.708 – saibro – 32S•16Q•16D       | Danielle Collins                         | Elena-Gabriela Ruse                       | 6–4, 6–2           |
| 19 de julho | Palermo Ladies Open Palermo, Itália WTA 250 € 189.708 – saibro – 32S•16Q•16D       | Erin Routliffe · Kimberley Zimmermann    | Natela Dzalamidze Kamilla Rakhimova       | 7–65, 4–6, [10–4]  |
| 26 de julho | Jogos Olímpicos Tóquio, Japão Jogos Olímpicos de Verão duro – 64S•32D•16DM         | Ouro                                     | Prata                                     |                    |
| 26 de julho | Jogos Olímpicos Tóquio, Japão Jogos Olímpicos de Verão duro – 64S•32D•16DM         | Belinda Bencic                           | Markéta Vondroušová                       | 7–5, 2–6, 6–3      |
| 26 de julho | Jogos Olímpicos Tóquio, Japão Jogos Olímpicos de Verão duro – 64S•32D•16DM         | Barbora Krejčíková Kateřina Siniaková    | Belinda Bencic Viktorija Golubic          | 7–5, 6–1           |
| 26 de julho | Jogos Olímpicos Tóquio, Japão Jogos Olímpicos de Verão duro – 64S•32D•16DM         | Anastasia Pavlyuchenkova · Andrey Rublev | Elena Vesnina Aslan Karatsev              | 6–3, 56–7, [13–11] |
| 26 de julho | Jogos Olímpicos Tóquio, Japão Jogos Olímpicos de Verão duro – 64S•32D•16DM         | Bronze                                   | Quarto lugar                              |                    |
| 26 de julho | Jogos Olímpicos Tóquio, Japão Jogos Olímpicos de Verão duro – 64S•32D•16DM         | Elina Svitolina                          | Elena Rybakina                            | 1–6, 7–65, 6–4     |
| 26 de julho | Jogos Olímpicos Tóquio, Japão Jogos Olímpicos de Verão duro – 64S•32D•16DM         | Laura Pigossi Luisa Stefani              | Veronika Kudermetova Elena Vesnina        | 4–6, 6–4, [11–9]   |
| 26 de julho | Jogos Olímpicos Tóquio, Japão Jogos Olímpicos de Verão duro – 64S•32D•16DM         | Ashleigh Barty John Peers                | Nina Stojanović Novak Djokovic            | w.o.               |

#### Agosto
| Semana de                  | Torneio                                                                                           | Campeã(s)(o/ões)                 | Vice-campeã(s)(o/ões)             | Resultado         |
| -------------------------- | ------------------------------------------------------------------------------------------------- | -------------------------------- | --------------------------------- | ----------------- |
| 2 de agosto                | Mubadala Silicon Valley Classic San José, Estados Unidos WTA 500 US$ 565.530 – duro – 28S•16Q•16D | Danielle Collins                 | Daria Kasatkina                   | 6–3, 106–7, 6–1   |
| 2 de agosto                | Mubadala Silicon Valley Classic San José, Estados Unidos WTA 500 US$ 565.530 – duro – 28S•16Q•16D | Darija Jurak Andreja Klepač      | Gabriela Dabrowski Luisa Stefani  | 6–1, 7–5          |
| 2 de agosto                | Winners Open Cluj-Napoca, Romênia WTA 250 US$ 235.238 – saibro – 32S•24Q•16D                      | Andrea Petkovic                  | Mayar Sherif                      | 6–1, 6–1          |
| 2 de agosto                | Winners Open Cluj-Napoca, Romênia WTA 250 US$ 235.238 – saibro – 32S•24Q•16D                      | Natela Dzalamidze · Kaja Juvan   | Katarzyna Piter Mayar Sherif      | 6–3, 6–4          |
| 9 de agosto                | Omnium Banque Nationale Montreal, Canadá WTA 1000 US$ 1.835.490 – duro – 56S•32Q•28D              | Camila Giorgi                    | Karolína Plíšková                 | 6–3, 7–5          |
| 9 de agosto                | Omnium Banque Nationale Montreal, Canadá WTA 1000 US$ 1.835.490 – duro – 56S•32Q•28D              | Gabriela Dabrowski Luisa Stefani | Darija Jurak Andreja Klepač       | 6–3, 6–4          |
| 16 de agosto               | Western & Southern Open Cincinnati, Estados Unidos WTA 1000 US$ 2.114.989 – duro – 56S•32Q•28D    | Ashleigh Barty                   | Jil Teichmann                     | 6–3, 6–1          |
| 16 de agosto               | Western & Southern Open Cincinnati, Estados Unidos WTA 1000 US$ 2.114.989 – duro – 56S•32Q•28D    | Samantha Stosur Zhang Shuai      | Gabriela Dabrowski Luisa Stefani  | 7–5, 6–3          |
| 23 de agosto               | WTA Chicago Women's Open Chicago, Estados Unidos WTA 250 US$ 235.238 – duro – 32S•8Q•16D          | Elina Svitolina                  | Alizé Cornet                      | 7–5, 6–4          |
| 23 de agosto               | WTA Chicago Women's Open Chicago, Estados Unidos WTA 250 US$ 235.238 – duro – 32S•8Q•16D          | Nadiia Kichenok Raluca Olaru     | Lyudmyla Kichenok Makoto Ninomiya | 7–66, 5–7, [10–8] |
| 23 de agosto               | Tennis in the Land Cleveland, Estados Unidos WTA 250 US$ 235.238 – duro – 32S•16Q•16D             | Anett Kontaveit                  | Irina-Camelia Begu                | 7–65, 6–4         |
| 23 de agosto               | Tennis in the Land Cleveland, Estados Unidos WTA 250 US$ 235.238 – duro – 32S•16Q•16D             | Shuko Aoyama Ena Shibahara       | Christina McHale Sania Mirza      | 7–5, 6–3          |
| 30 de agosto 6 de setembro | US Open Nova York, Estados Unidos Grand Slam US$ 26.879.720 – duro – 128S•128Q•64D•32DM           | Emma Raducanu                    | Leylah Fernandez                  | 6–4, 6–3          |
| 30 de agosto 6 de setembro | US Open Nova York, Estados Unidos Grand Slam US$ 26.879.720 – duro – 128S•128Q•64D•32DM           | Samantha Stosur Zhang Shuai      | Cori Gauff Catherine McNally      | 6–3, 3–6, 6–3     |
| 30 de agosto 6 de setembro | US Open Nova York, Estados Unidos Grand Slam US$ 26.879.720 – duro – 128S•128Q•64D•32DM           | Desirae Krawczyk Joe Salisbury   | Giuliana Olmos Marcelo Arévalo    | 7–5, 6–2          |

#### Setembro
| Semana de      | Torneio                                                                                                 | Campeã(s)                               | Vice-campeã(s)                              | Resultado                               |
| -------------- | --- | --------------------------------------- | ------------------------------------------- | --------------------------------------- |
| 13 de setembro | BGL BNP Paribas Luxembourg Open Luxemburgo, Luxemburgo WTA 250 € 189.708 – duro (coberto) – 30S•24Q•16D | Clara Tauson                            | Jeļena Ostapenko                            | 6–3, 4–6, 6–4                           |
| 13 de setembro | BGL BNP Paribas Luxembourg Open Luxemburgo, Luxemburgo WTA 250 € 189.708 – duro (coberto) – 30S•24Q•16D | Greet Minnen Alison Van Uytvanck        | Erin Routliffe Kimberley Zimmermann         | 6–3, 6–3                                |
| 13 de setembro | Zavarovalnica Sava Portorož Portorož, Eslovênia WTA 250 € 189.708 – duro – 32S•24Q•16D                  | Jasmine Paolini                         | Alison Riske                                | 7–64, 6–2                               |
| 13 de setembro | Zavarovalnica Sava Portorož Portorož, Eslovênia WTA 250 € 189.708 – duro – 32S•24Q•16D                  | Anna Kalinskaya · Tereza Mihalíková     | Aleksandra Krunić Lesley Pattinama Kerkhove | 4–6, 6–2, [12–10]                       |
| 20 de setembro | J&T Banka Ostrava Open Ostrava, Tchéquia WTA 500 US$ 565.530 – duro (coberto) – 28S•24Q•16D             | Anett Kontaveit                         | Maria Sakkari                               | 6–2, 7–5                                |
| 20 de setembro | J&T Banka Ostrava Open Ostrava, Tchéquia WTA 500 US$ 565.530 – duro (coberto) – 28S•24Q•16D             | Sania Mirza Zhang Shuai                 | Kaitlyn Christian Erin Routliffe            | 6–3, 6–2                                |
| 20 de setembro | Hana Bank Korea Open Seul, Coreia do Sul WTA 250 US$ – duro – 28S•16Q•16D                               | Cancelado devido à pandemia de COVID-19 | Cancelado devido à pandemia de COVID-19     | Cancelado devido à pandemia de COVID-19 |
| 27 de setembro | Chicago Tennis Fall Classic Chicago, Estados Unidos WTA 500 US$ 565.530 – duro – 56S•32Q•28D            | Garbiñe Muguruza                        | Ons Jabeur                                  | 3–6, 6–3, 6–0                           |
| 27 de setembro | Chicago Tennis Fall Classic Chicago, Estados Unidos WTA 500 US$ 565.530 – duro – 56S•32Q•28D            | Květa Peschke · Andrea Petkovic         | Caroline Dolehide Coco Vandeweghe           | 6–3, 6–1                                |
| 27 de setembro | Astana Open Astana, Cazaquistão WTA 250 US$ 235.238 – duro (coberto) – 28S•24Q•16D                      | Alison Van Uytvanck                     | Yulia Putintseva                            | 1–6, 6–4, 6–3                           |
| 27 de setembro | Astana Open Astana, Cazaquistão WTA 250 US$ 235.238 – duro (coberto) – 28S•24Q•16D                      | Anna-Lena Friedsam Monica Niculescu     | Angelina Gabueva Anastasia Zakharova        | 6–2, 4–6, [10–5]                        |

#### Outubro
| Semana de                  | Torneio                                                                                      | Campeã(s)                           | Vice-campeã(s)                              | Resultado        |
| -------------------------- | -------------------------------------------------------------------------------------------- | ----------------------------------- | ------------------------------------------- | ---------------- |
| 4 de outubro 11 de outubro | BNP Paribas Open Indian Wells, Estados Unidos WTA 1000 US$ 8.150.470 – duro – 96S•48Q•32D    | Paula Badosa                        | Victoria Azarenka                           | 7–65, 6–2, 7–62  |
| 4 de outubro 11 de outubro | BNP Paribas Open Indian Wells, Estados Unidos WTA 1000 US$ 8.150.470 – duro – 96S•48Q•32D    | Hsieh Su-wei · Elise Mertens        | Veronika Kudermetova Elena Rybakina         | 7–61, 6–3        |
| 18 de outubro              | VTB Kremlin Cup Moscou, Rússia WTA 500 US$ 565.530 – duro (coberto) – 28S•24Q•16D            | Anett Kontaveit                     | Ekaterina Alexandrova                       | 4–6, 6–4, 7–5    |
| 18 de outubro              | VTB Kremlin Cup Moscou, Rússia WTA 500 US$ 565.530 – duro (coberto) – 28S•24Q•16D            | Jeļena Ostapenko Kateřina Siniaková | Nadiia Kichenok Raluca Olaru                | 6–2, 4–6, [10–8] |
| 18 de outubro              | Tenerife Ladies Open Tenerife, Espanha WTA 250 US$ 235.238 – duro – 32S•24Q•16D              | Ann Li                              | María Camila Osorio Serrano                 | 6–1, 6–4         |
| 18 de outubro              | Tenerife Ladies Open Tenerife, Espanha WTA 250 US$ 235.238 – duro – 32S•24Q•16D              | Ulrikke Eikeri · Ellen Perez        | Lyudmyla Kichenok Marta Kostyuk             | 6–3, 6–3         |
| 25 de outubro              | Transylvania Open Cluj-Napoca, Romênia WTA 250 US$ 235.238 – duro (coberto) – 32S•20Q•16D    | Anett Kontaveit                     | Simona Halep                                | 6–2, 6–3         |
| 25 de outubro              | Transylvania Open Cluj-Napoca, Romênia WTA 250 US$ 235.238 – duro (coberto) – 32S•20Q•16D    | Irina Bara · Ekaterine Gorgodze     | Aleksandra Krunić Lesley Pattinama Kerkhove | 4–6, 6–1, [11–9] |
| 25 de outubro              | Courmayeur Ladies Open Courmayeur, Itália WTA 250 US$ 235.238 – duro (coberto) – 32S•24Q•16D | Donna Vekić                         | Clara Tauson                                | 7–63, 6–2        |
| 25 de outubro              | Courmayeur Ladies Open Courmayeur, Itália WTA 250 US$ 235.238 – duro (coberto) – 32S•24Q•16D | Wang Xinyu Zheng Saisai             | Eri Hozumi Zhang Shuai                      | 6–4, 3–6, [10–5] |

#### Novembro
| Semana de                    | Torneio                                                                                                   | Campeã(s) | Vice-campeã(s)                                                               | Resultado     |
| ---------------------------- | --- | --- | ---------------------------------------------------------------------------- | ------------- |
| 1º de novembro               | Copa Billie Jean King: Finais Praga, Tchéquia Disputa por equipes US$ 12.000.000 – duro (coberto) – 18E   | FTR · Ekaterina Alexandrova · Daria Kasatkina · Veronika Kudermetova · Anastasia Pavlyuchenkova · Liudmila Samsonova | Suíça · Belinda Bencic · Viktorija Golubic · Jil Teichmann · Stefanie Vögele | 2–0           |
| 8 de novembro                | Upper Austria Ladies Linz Linz, Áustria WTA 250 € 189.708 – duro (coberto) – 28S•16Q•16D                  | Alison Riske | Jaqueline Cristian                                                           | 2–6, 6–2, 7–5 |
| 8 de novembro                | Upper Austria Ladies Linz Linz, Áustria WTA 250 € 189.708 – duro (coberto) – 28S•16Q•16D                  | Natela Dzalamidze Kamilla Rakhimova                                                                                  | Wang Xinyu Zheng Saisai                                                      | 6–4, 6–2      |
| 8 de novembro 15 de novembro | Akron WTA Finals Guadalajara Guadalajara, México Torneio de fim de temporada US$ 4.890.000 – duro – 8S•8D | Garbiñe Muguruza | Anett Kontaveit                                                              | 6–3, 7–5      |
| 8 de novembro 15 de novembro | Akron WTA Finals Guadalajara Guadalajara, México Torneio de fim de temporada US$ 4.890.000 – duro – 8S•8D | Barbora Krejčíková Kateřina Siniaková                                                                                | Hsieh Su-wei Elise Mertens                                                   | 6–3, 6–4      |

## Estatísticas
Esta seção apresenta os títulos conquistados em simples, duplas, duplas mistas e por equipes em diversas configurações: classificação por jogador e país – sem caráter oficial; e levantamento de debutantes e defensores dos troféus, baseados nas informações apresentadas na seção Mês a mês. Eventualmente, pode dispor de seções extras com outras variáveis.
Nas duas tabelas introdutórias, jogadores e países são classificados com base nas categorias de torneios disponíveis na temporada (que podem não aparecer em determinado ano ou trocarem de nome), de acordo com o apresentado no início do artigo, na infocaixa à direita.
Os critérios de desempate nessas tabelas são:
1. Total de títulos;
  1. Na subseção País, se uma dupla de tenistas que compartilha a conterraneidade vencer um torneio, sua nação computará apenas 1 ponto.
2. Total de títulos por categoria;
  1. A categoria à esquerda sempre vale mais que qualquer uma à direita, com os eventos do Grand Slam encabeçando a lista;
  2. A coluna Outros está situada à direita de todas, inclusive do somatório Simples/Duplas/Duplas Mistas, por sua natureza específica, mas obviamente seus números são somados à coluna Total;
  3. Outros geralmente inclui os torneios por equipes que ocorrem durante a temporada;
  4. Para a contabilização dos torneios por equipes, são considerados(as) apenas os(as) jogadores(as) que forem convocados(as) para:
    1. Torneio de longa duração: jogo final – se for isolado dos outros – ou fase final – se ela ocorrer em um curto período com várias equipes na mesma sede;
    2. Torneio de curta duração.
3. Modalidade;
  1. Simples (S) > Duplas (D) > Duplas mistas (DM);
4. Ordem alfabética pelo sobrenome do(a) tenista em Títulos por jogadora, ou nome do país em Títulos por país.

### Títulos por jogadora
| 9 | Barbora Krejčíková          | 1 | 1 | 1 |   | 1 |   |   | 1 |   | 1 |   | 1 | 2 |   | 4 | 5 | 1 |   |
| 6 | Kateřina Siniaková          |   | 1 |   |   | 1 |   |   | 1 |   | 1 |   | 2 |   |   | 0 | 6 | 0 |   |
| 6 | Ashleigh Barty              | 1 |   |   |   |   |   |   |   | 2 |   | 2 | 1 |   |   | 5 | 1 | 0 |   |
| 5 | Desirae Krawczyk            |   |   | 3 |   |   |   |   |   |   |   |   | 1 |   | 1 | 0 | 2 | 3 |   |
| 5 | Elise Mertens               |   | 2 |   |   |   |   |   |   |   | 1 | 1 |   |   | 1 | 1 | 4 | 0 |   |
| 5 | Shuko Aoyama                |   |   |   |   |   |   |   |   |   | 1 |   | 3 |   | 1 | 0 | 5 | 0 |   |
| 5 | Ena Shibahara               |   |   |   |   |   |   |   |   |   | 1 |   | 3 |   | 1 | 0 | 5 | 0 |   |
| 4 | Aryna Sabalenka             | 1 |   |   |   |   |   |   |   | 1 |   | 1 | 1 |   |   | 2 | 2 | 0 |   |
| 4 | Anett Kontaveit             |   |   |   |   |   |   |   |   |   |   | 2 |   | 2 |   | 4 | 0 | 0 |   |
| 3 | Zhang Shuai                 |   | 1 |   |   |   |   |   |   |   | 1 |   | 1 |   |   | 0 | 3 | 0 |   |
| 3 | Garbiñe Muguruza            |   |   |   |   |   |   | 1 |   | 1 |   | 1 |   |   |   | 3 | 0 | 0 |   |
| 3 | Alexa Guarachi              |   |   |   |   |   |   |   |   |   | 1 |   | 1 |   | 1 | 0 | 3 | 0 |   |
| 3 | Darija Jurak                |   |   |   |   |   |   |   |   |   | 1 |   | 1 |   | 1 | 0 | 3 | 0 |   |
| 3 | Daria Kasatkina             |   |   |   |   |   |   |   |   |   |   | 1 |   | 1 |   | 2 | 0 | 0 | 1 |
| 3 | Veronika Kudermetova        |   |   |   |   |   |   |   |   |   |   | 1 |   |   | 1 | 1 | 1 | 0 | 1 |
| 2 | Hsieh Su-wei                |   | 1 |   |   |   |   |   |   |   | 1 |   |   |   |   | 0 | 2 | 0 |   |
| 2 | Samantha Stosur             |   | 1 |   |   |   |   |   |   |   | 1 |   |   |   |   | 0 | 2 | 0 |   |
| 2 | Anastasia Pavlyuchenkova    |   |   |   |   |   | 1 |   |   |   |   |   |   |   |   | 0 | 0 | 1 | 1 |
| 2 | Iga Świątek                 |   |   |   |   |   |   |   |   | 1 |   | 1 |   |   |   | 2 | 0 | 0 |   |
| 2 | Paula Badosa                |   |   |   |   |   |   |   |   | 1 |   |   |   | 1 |   | 2 | 0 | 0 |   |
| 2 | Jeļena Ostapenko            |   |   |   |   |   |   |   |   |   |   | 1 | 1 |   |   | 1 | 1 | 0 |   |
| 2 | Danielle Collins            |   |   |   |   |   |   |   |   |   |   | 1 |   | 1 |   | 2 | 0 | 0 |   |
| 2 | Liudmila Samsonova          |   |   |   |   |   |   |   |   |   |   | 1 |   |   |   | 1 | 0 | 0 | 1 |
| 2 | Nicole Melichar             |   |   |   |   |   |   |   |   |   |   |   | 2 |   |   | 0 | 2 | 0 |   |
| 2 | Demi Schuurs                |   |   |   |   |   |   |   |   |   |   |   | 2 |   |   | 0 | 2 | 0 |   |
| 2 | Andrea Petkovic             |   |   |   |   |   |   |   |   |   |   |   | 1 | 1 |   | 1 | 1 | 0 |   |
| 2 | Nadiia Kichenok             |   |   |   |   |   |   |   |   |   |   |   | 1 |   | 1 | 0 | 2 | 0 |   |
| 2 | Andreja Klepač              |   |   |   |   |   |   |   |   |   |   |   | 1 |   | 1 | 0 | 2 | 0 |   |
| 2 | Raluca Olaru                |   |   |   |   |   |   |   |   |   |   |   | 1 |   | 1 | 0 | 2 | 0 |   |
| 2 | Clara Tauson                |   |   |   |   |   |   |   |   |   |   |   |   | 2 |   | 2 | 0 | 0 |   |
| 2 | Cori Gauff                  |   |   |   |   |   |   |   |   |   |   |   |   | 1 | 1 | 1 | 1 | 0 |   |
| 2 | Jasmine Paolini             |   |   |   |   |   |   |   |   |   |   |   |   | 1 | 1 | 1 | 1 | 0 |   |
| 2 | Astra Sharma                |   |   |   |   |   |   |   |   |   |   |   |   | 1 | 1 | 1 | 1 | 0 |   |
| 2 | Alison Van Uytvanck         |   |   |   |   |   |   |   |   |   |   |   |   | 1 | 1 | 1 | 1 | 0 |   |
| 2 | Marie Bouzková              |   |   |   |   |   |   |   |   |   |   |   |   |   | 2 | 0 | 2 | 0 |   |
| 2 | Natela Dzalamidze           |   |   |   |   |   |   |   |   |   |   |   |   |   | 2 | 0 | 2 | 0 |   |
| 2 | Lucie Hradecká              |   |   |   |   |   |   |   |   |   |   |   |   |   | 2 | 0 | 2 | 0 |   |
| 2 | Catherine McNally           |   |   |   |   |   |   |   |   |   |   |   |   |   | 2 | 0 | 2 | 0 |   |
| 2 | Ellen Perez                 |   |   |   |   |   |   |   |   |   |   |   |   |   | 2 | 0 | 2 | 0 |   |
| 2 | Kamilla Rakhimova           |   |   |   |   |   |   |   |   |   |   |   |   |   | 2 | 0 | 2 | 0 |   |
| 1 | Naomi Osaka                 | 1 |   |   |   |   |   |   |   |   |   |   |   |   |   | 1 | 0 | 0 |   |
| 1 | Emma Raducanu               | 1 |   |   |   |   |   |   |   |   |   |   |   |   |   | 1 | 0 | 0 |   |
| 1 | Belinda Bencic              |   |   |   | 1 |   |   |   |   |   |   |   |   |   |   | 1 | 0 | 0 |   |
| 1 | Camila Giorgi               |   |   |   |   |   |   |   |   | 1 |   |   |   |   |   | 1 | 0 | 0 |   |
| 1 | Gabriela Dabrowski          |   |   |   |   |   |   |   |   |   | 1 |   |   |   |   | 0 | 1 | 0 |   |
| 1 | Sharon Fichman              |   |   |   |   |   |   |   |   |   | 1 |   |   |   |   | 0 | 1 | 0 |   |
| 1 | Giuliana Olmos              |   |   |   |   |   |   |   |   |   | 1 |   |   |   |   | 0 | 1 | 0 |   |
| 1 | Luisa Stefani               |   |   |   |   |   |   |   |   |   | 1 |   |   |   |   | 0 | 1 | 0 |   |
| 1 | Petra Kvitová               |   |   |   |   |   |   |   |   |   |   | 1 |   |   |   | 1 | 0 | 0 |   |
| 1 | Victoria Azarenka           |   |   |   |   |   |   |   |   |   |   |   | 1 |   |   | 0 | 1 | 0 |   |
| 1 | Jennifer Brady              |   |   |   |   |   |   |   |   |   |   |   | 1 |   |   | 0 | 1 | 0 |   |
| 1 | Sania Mirza                 |   |   |   |   |   |   |   |   |   |   |   | 1 |   |   | 0 | 1 | 0 |   |
| 1 | Květa Peschke               |   |   |   |   |   |   |   |   |   |   |   | 1 |   |   | 0 | 1 | 0 |   |
| 1 | Sorana Cîrstea              |   |   |   |   |   |   |   |   |   |   |   |   | 1 |   | 1 | 0 | 0 |   |
| 1 | Leylah Fernandez            |   |   |   |   |   |   |   |   |   |   |   |   | 1 |   | 1 | 0 | 0 |   |
| 1 | Ons Jabeur                  |   |   |   |   |   |   |   |   |   |   |   |   | 1 |   | 1 | 0 | 0 |   |
| 1 | Angelique Kerber            |   |   |   |   |   |   |   |   |   |   |   |   | 1 |   | 1 | 0 | 0 |   |
| 1 | Johanna Konta               |   |   |   |   |   |   |   |   |   |   |   |   | 1 |   | 1 | 0 | 0 |   |
| 1 | Ann Li                      |   |   |   |   |   |   |   |   |   |   |   |   | 1 |   | 1 | 0 | 0 |   |
| 1 | María Camila Osorio Serrano |   |   |   |   |   |   |   |   |   |   |   |   | 1 |   | 1 | 0 | 0 |   |
| 1 | Yulia Putintseva            |   |   |   |   |   |   |   |   |   |   |   |   | 1 |   | 1 | 0 | 0 |   |
| 1 | Alison Riske                |   |   |   |   |   |   |   |   |   |   |   |   | 1 |   | 1 | 0 | 0 |   |
| 1 | Elena-Gabriela Ruse         |   |   |   |   |   |   |   |   |   |   |   |   | 1 |   | 1 | 0 | 0 |   |
| 1 | Sara Sorribes Tormo         |   |   |   |   |   |   |   |   |   |   |   |   | 1 |   | 1 | 0 | 0 |   |
| 1 | Elina Svitolina             |   |   |   |   |   |   |   |   |   |   |   |   | 1 |   | 1 | 0 | 0 |   |
| 1 | Donna Vekić                 |   |   |   |   |   |   |   |   |   |   |   |   | 1 |   | 1 | 0 | 0 |   |
| 1 | Maryna Zanevska             |   |   |   |   |   |   |   |   |   |   |   |   | 1 |   | 1 | 0 | 0 |   |
| 1 | Tamara Zidanšek             |   |   |   |   |   |   |   |   |   |   |   |   | 1 |   | 1 | 0 | 0 |   |
| 1 | Susan Bandecchi             |   |   |   |   |   |   |   |   |   |   |   |   |   | 1 | 0 | 1 | 0 |   |
| 1 | Hailey Baptiste             |   |   |   |   |   |   |   |   |   |   |   |   |   | 1 | 0 | 1 | 0 |   |
| 1 | Irina Bara                  |   |   |   |   |   |   |   |   |   |   |   |   |   | 1 | 0 | 1 | 0 |   |
| 1 | Mihaela Buzărnescu          |   |   |   |   |   |   |   |   |   |   |   |   |   | 1 | 0 | 1 | 0 |   |
| 1 | Anna Danilina               |   |   |   |   |   |   |   |   |   |   |   |   |   | 1 | 0 | 1 | 0 |   |
| 1 | Caroline Dolehide           |   |   |   |   |   |   |   |   |   |   |   |   |   | 1 | 0 | 1 | 0 |   |
| 1 | Ulrikke Eikeri              |   |   |   |   |   |   |   |   |   |   |   |   |   | 1 | 0 | 1 | 0 |   |
| 1 | Anna-Lena Friedsam          |   |   |   |   |   |   |   |   |   |   |   |   |   | 1 | 0 | 1 | 0 |   |
| 1 | Ekaterine Gorgodze          |   |   |   |   |   |   |   |   |   |   |   |   |   | 1 | 0 | 1 | 0 |   |
| 1 | Kaja Juvan                  |   |   |   |   |   |   |   |   |   |   |   |   |   | 1 | 0 | 1 | 0 |   |
| 1 | Anna Kalinskaya             |   |   |   |   |   |   |   |   |   |   |   |   |   | 1 | 0 | 1 | 0 |   |
| 1 | Lyudmyla Kichenok           |   |   |   |   |   |   |   |   |   |   |   |   |   | 1 | 0 | 1 | 0 |   |
| 1 | Aleksandra Krunić           |   |   |   |   |   |   |   |   |   |   |   |   |   | 1 | 0 | 1 | 0 |   |
| 1 | Viktória Kužmová            |   |   |   |   |   |   |   |   |   |   |   |   |   | 1 | 0 | 1 | 0 |   |
| 1 | Elixane Lechemia            |   |   |   |   |   |   |   |   |   |   |   |   |   | 1 | 0 | 1 | 0 |   |
| 1 | Lidziya Marozava            |   |   |   |   |   |   |   |   |   |   |   |   |   | 1 | 0 | 1 | 0 |   |
| 1 | Tereza Mihalíková           |   |   |   |   |   |   |   |   |   |   |   |   |   | 1 | 0 | 1 | 0 |   |
| 1 | Greet Minnen                |   |   |   |   |   |   |   |   |   |   |   |   |   | 1 | 0 | 1 | 0 |   |
| 1 | Asia Muhammad               |   |   |   |   |   |   |   |   |   |   |   |   |   | 1 | 0 | 1 | 0 |   |
| 1 | Ingrid Neel                 |   |   |   |   |   |   |   |   |   |   |   |   |   | 1 | 0 | 1 | 0 |   |
| 1 | Monica Niculescu            |   |   |   |   |   |   |   |   |   |   |   |   |   | 1 | 0 | 1 | 0 |   |
| 1 | Makoto Ninomiya             |   |   |   |   |   |   |   |   |   |   |   |   |   | 1 | 0 | 1 | 0 |   |
| 1 | Ankita Raina                |   |   |   |   |   |   |   |   |   |   |   |   |   | 1 | 0 | 1 | 0 |   |
| 1 | Erin Routliffe              |   |   |   |   |   |   |   |   |   |   |   |   |   | 1 | 0 | 1 | 0 |   |
| 1 | Arantxa Rus                 |   |   |   |   |   |   |   |   |   |   |   |   |   | 1 | 0 | 1 | 0 |   |
| 1 | Nina Stojanović             |   |   |   |   |   |   |   |   |   |   |   |   |   | 1 | 0 | 1 | 0 |   |
| 1 | Fanny Stollár               |   |   |   |   |   |   |   |   |   |   |   |   |   | 1 | 0 | 1 | 0 |   |
| 1 | Jil Teichmann               |   |   |   |   |   |   |   |   |   |   |   |   |   | 1 | 0 | 1 | 0 |   |
| 1 | Simona Waltert              |   |   |   |   |   |   |   |   |   |   |   |   |   | 1 | 0 | 1 | 0 |   |
| 1 | Wang Xinyu                  |   |   |   |   |   |   |   |   |   |   |   |   |   | 1 | 0 | 1 | 0 |   |
| 1 | Zheng Saisai                |   |   |   |   |   |   |   |   |   |   |   |   |   | 1 | 0 | 1 | 0 |   |
| 1 | Kimberley Zimmermann        |   |   |   |   |   |   |   |   |   |   |   |   |   | 1 | 0 | 1 | 0 |   |
| 1 | Ekaterina Alexandrova       |   |   |   |   |   |   |   |   |   |   |   |   |   |   | 0 | 0 | 0 | 1 |

### Títulos por país
| 17 | Estados Unidos |   |   | 3 |   |   |   |   |   |   |   | 1 | 4 | 4 | 5 | 5 | 9 | 3 |   |
| 14 | Chéquia        | 1 | 1 | 1 |   | 1 |   |   | 1 |   | 1 | 1 | 3 | 2 | 2 | 4 | 9 | 1 |   |
| 11 | Austrália      | 1 | 1 |   |   |   |   |   |   | 2 | 1 | 2 | 1 | 1 | 2 | 6 | 5 | 0 |   |
| 11 | Rússia         |   |   |   |   |   | 1 |   |   |   |   | 3 |   | 1 | 5 | 4 | 5 | 1 | 1 |
| 9  | Bélgica        |   | 2 |   |   |   |   |   |   |   | 1 | 1 |   | 2 | 3 | 3 | 6 | 0 |   |
| 7  | Japão          | 1 |   |   |   |   |   |   |   |   | 1 |   | 3 |   | 2 | 1 | 6 | 0 |   |
| 7  | Roménia        |   |   |   |   |   |   |   |   |   |   |   | 1 | 2 | 4 | 2 | 5 | 0 |   |
| 6  | Espanha        |   |   |   |   |   |   | 1 |   | 2 |   | 1 |   | 2 |   | 6 | 0 | 0 |   |
| 5  | Bielorrússia   |   | 1 |   |   |   |   |   |   | 1 |   | 1 | 1 |   | 1 | 2 | 3 | 0 |   |
| 4  | China          |   | 1 |   |   |   |   |   |   |   | 1 |   | 1 |   | 1 | 0 | 4 | 0 |   |
| 4  | Croácia        |   |   |   |   |   |   |   |   |   | 1 |   | 1 | 1 | 1 | 1 | 3 | 0 |   |
| 4  | Estónia        |   |   |   |   |   |   |   |   |   |   | 2 |   | 2 |   | 4 | 0 | 0 |   |
| 4  | Alemanha       |   |   |   |   |   |   |   |   |   |   |   | 1 | 2 | 1 | 2 | 2 | 0 |   |
| 4  | Eslovénia      |   |   |   |   |   |   |   |   |   |   |   | 1 | 1 | 2 | 1 | 3 | 0 |   |
| 4  | Ucrânia        |   |   |   |   |   |   |   |   |   |   |   | 1 | 1 | 2 | 1 | 3 | 0 |   |
| 3  | Chile          |   |   |   |   |   |   |   |   |   | 1 |   | 1 |   | 1 | 0 | 3 | 0 |   |
| 3  | Canadá         |   |   |   |   |   |   |   |   |   | 2 |   |   | 1 |   | 1 | 2 | 0 |   |
| 3  | Itália         |   |   |   |   |   |   |   |   | 1 |   |   |   | 1 | 1 | 2 | 1 | 0 |   |
| 3  | Suíça          |   |   |   | 1 |   |   |   |   |   |   |   |   |   | 2 | 1 | 2 | 0 |   |
| 3  | Países Baixos  |   |   |   |   |   |   |   |   |   |   |   | 2 |   | 1 | 0 | 3 | 0 |   |
| 2  | Taipé Chinesa  |   | 1 |   |   |   |   |   |   |   | 1 |   |   |   |   | 0 | 2 | 0 |   |
| 2  | Grã-Bretanha   | 1 |   |   |   |   |   |   |   |   |   |   |   | 1 |   | 2 | 0 | 0 |   |
| 2  | Polónia        |   |   |   |   |   |   |   |   | 1 |   | 1 |   |   |   | 2 | 0 | 0 |   |
| 2  | Letónia        |   |   |   |   |   |   |   |   |   |   | 1 | 1 |   |   | 1 | 1 | 0 |   |
| 2  | Índia          |   |   |   |   |   |   |   |   |   |   |   | 1 |   | 1 | 0 | 2 | 0 |   |
| 2  | Dinamarca      |   |   |   |   |   |   |   |   |   |   |   |   | 2 |   | 2 | 0 | 0 |   |
| 2  | Cazaquistão    |   |   |   |   |   |   |   |   |   |   |   |   | 1 | 1 | 1 | 1 | 0 |   |
| 2  | Eslováquia     |   |   |   |   |   |   |   |   |   |   |   |   |   | 2 | 0 | 2 | 0 |   |
| 1  | Brasil         |   |   |   |   |   |   |   |   |   | 1 |   |   |   |   | 0 | 1 | 0 |   |
| 1  | México         |   |   |   |   |   |   |   |   |   | 1 |   |   |   |   | 0 | 1 | 0 |   |
| 1  | Colômbia       |   |   |   |   |   |   |   |   |   |   |   |   | 1 |   | 1 | 0 | 0 |   |
| 1  | Tunísia        |   |   |   |   |   |   |   |   |   |   |   |   | 1 |   | 1 | 0 | 0 |   |
| 1  | França         |   |   |   |   |   |   |   |   |   |   |   |   |   | 1 | 0 | 1 | 0 |   |
| 1  | Geórgia        |   |   |   |   |   |   |   |   |   |   |   |   |   | 1 | 0 | 1 | 0 |   |
| 1  | Hungria        |   |   |   |   |   |   |   |   |   |   |   |   |   | 1 | 0 | 1 | 0 |   |
| 1  | Noruega        |   |   |   |   |   |   |   |   |   |   |   |   |   | 1 | 0 | 1 | 0 |   |
| 1  | Nova Zelândia  |   |   |   |   |   |   |   |   |   |   |   |   |   | 1 | 0 | 1 | 0 |   |
| 1  | Sérvia         |   |   |   |   |   |   |   |   |   |   |   |   |   | 1 | 0 | 1 | 0 |   |

### Informações sobre os títulos

#### Debutantes
Jogadoras e/ou equipes que foram campeãs pela primeira vez nas respectivas modalidades:
Simples
- Paula Badosa – Belgrado
- Danielle Collins – Palermo
- Leylah Fernandez – Monterrey
- Ons Jabeur – Birmingham
- Barbora Krejčíková – Estrasburgo
- Veronika Kudermetova – Charleston (WTA 500)
- Ann Li – Tenerife
- María Camila Osorio Serrano – Bogotá
- Jasmine Paolini – Portorož
- Emma Raducanu – US Open
- Elena-Gabriela Ruse – Hamburgo
- Liudmila Samsonova – Berlim
- Astra Sharma – Charleston (WTA 250)
- Sara Sorribes Tormo – Guadalajara
- Clara Tauson – Lyon
- Maryna Zanevska – Gdynia
- Tamara Zidanšek – Lausanne

Duplas
- Susan Bandecchi – Lausanne
- Hailey Baptiste – Charleston (WTA 250)
- Irina Bara – Cluj-Napoca (Transylvania Open)
- Marie Bouzková – Birmingham
- Jennifer Brady – Stuttgart
- Anna Danilina – Gdynia
- Caroline Dolehide – Monterrey
- Natela Dzalamidze – Cluj-Napoca (Winners Open)
- Ulrikke Eikeri – Tenerife
- Ekaterine Gorgodze – Cluj-Napoca (Transylvania Open)
- Kaja Juvan – Cluj-Napoca (Winners Open)
- Elixane Lechemia – Bogotá
- Tereza Mihalíková – Portorož
- Ingrid Neel – Bogotá
- Jasmine Paolini – Hamburgo
- Andrea Petkovic – Chicago (WTA 500)
- Ankita Raina – Melbourne (Phillip Island Trophy)
- Kamilla Rakhimova – Melbourne (Phillip Island Trophy)
- Erin Routliffe – Palermo
- Jil Teichmann – Hamburgo
- Simona Waltert – Lausanne
- Kimberley Zimmermann – Palermo

Duplas mistas
- Desirae Krawczyk – Torneio de Roland Garros
- Anastasia Pavlyuchenkova – Jogos Olímpicos

#### Defensoras
Jogadoras e/ou equipes que foram campeãs na edição anterior e repetiram o feito na atual temporada nos respectivos torneios e modalidades:
Simples
- Ashleigh Barty – Miami

Duplas
- Lucie Hradecká – Praga
- Hsieh Su-wei – Torneio de Wimbledon
- Elise Mertens – Indian Wells

Duplas mistas
- Barbora Krejčíková – Australian Open

### Prêmios em dinheiro
Em 29 de novembro de 2021.
| #  | Jogadora           | Simples       | Duplas      | Mistas     | Total         |
| -- | ------------------ | ------------- | ----------- | ---------- | ------------- |
| 1  | Ashleigh Barty     | US$ 3.914.987 | US$ 30.195  | US$ 0      | US$ 3.945.182 |
| 2  | Barbora Krejčíková | US$ 2.969.248 | US$ 616.781 | US$ 60.854 | US$ 3.646.883 |
| 3  | Aryna Sabalenka    | US$ 2.664.681 | US$ 235.522 | US$ 0      | US$ 2.909.281 |
| 4  | Karolína Plíšková  | US$ 2.829.000 | US$ 39.865  | US$ 0      | US$ 2.868.865 |
| 5  | Garbiñe Muguruza   | US$ 2.827.274 | US$ 3.905   | US$ 0      | US$ 2.846.871 |
| 6  | Emma Raducanu      | US$ 2.807.446 | US$ 0       | US$ 0      | US$ 2.807.446 |
| 7  | Paula Badosa       | US$ 2.602.330 | US$ 52.132  | US$ 0      | US$ 2.655.962 |
| 8  | Naomi Osaka        | US$ 2.306.222 | US$ 0       | US$ 0      | US$ 2.306.222 |
| 9  | Elise Mertens      | US$ 1.162.626 | US$ 933.007 | US$ 0      | US$ 2.098.133 |
| 10 | Maria Sakkari      | US$ 2.021.970 | US$ 8.020   | US$ 0      | US$ 2.029.990 |

### Aspectos de jogo
Ao final da temporada. Apenas jogos de simples em chaves principais. Jogadoras com no mínimo 10 partidas disputadas.
| Aces | Aces                  | Aces | Aces  |
| #    | Jogadora              | Aces | Jogos |
| ---- | --------------------- | ---- | ----- |
| 1    | Karolína Plíšková     | 387  | 52    |
| 2    | Aryna Sabalenka       | 357  | 61    |
| 3    | Ashleigh Barty        | 325  | 49    |
| 4    | Elena Rybakina        | 301  | 48    |
| 5    | Veronika Kudermetova  | 298  | 56    |
| 6    | Ons Jabeur            | 280  | 66    |
| 7    | Maria Sakkari         | 254  | 55    |
| 8    | Cori Gauff            | 248  | 51    |
| 9    | Liudmila Samsonova    | 242  | 41    |
| 10   | Ekaterina Alexandrova | 233  | 45    |

| Duplas faltas | Duplas faltas         | Duplas faltas | Duplas faltas |
| #             | Jogadora              | DFs           | Jogos         |
| ------------- | --------------------- | ------------- | ------------- |
| 1             | Aryna Sabalenka       | 338           | 61            |
| 2             | Paula Badosa          | 305           | 56            |
| 3             | Karolína Plíšková     | 295           | 52            |
| 4             | Elise Mertens         | 294           | 51            |
| 5             | Cori Gauff            | 256           | 51            |
| 6             | Camila Giorgi         | 247           | 37            |
| 7             | Kristina Mladenovic   | 246           | 39            |
| 8             | Ana Konjuh            | 245           | 33            |
| 9             | Jeļena Ostapenko      | 237           | 49            |
| 10            | Ekaterina Alexandrova | 230           | 45            |

| Aproveitamento de primeiro serviço | Aproveitamento de primeiro serviço | Aproveitamento de primeiro serviço | Aproveitamento de primeiro serviço |
| #                                  | Jogadora                           | %                                  | Jogos                              |
| ---------------------------------- | ---------------------------------- | ---------------------------------- | ---------------------------------- |
| 1                                  | Sara Errani                        | 78,5                               | 19                                 |
| 2                                  | Nuria Párrizas Díaz                | 75,7                               | 48                                 |
| 3                                  | Madison Brengle                    | 72,3                               | 17                                 |
| 4                                  | Mayar Sherif                       | 72,0                               | 20                                 |
| 5                                  | Anastasia Gasanova                 | 72,0                               | 24                                 |
| 6                                  | Laura Siegemund                    | 71,5                               | 48                                 |
| 7                                  | Arantxa Rus                        | 71,5                               | 39                                 |
| 8                                  | Viktorija Golubic                  | 71,4                               | 58                                 |
| 9                                  | Tereza Martincová                  | 70,6                               | 44                                 |
| 10                                 | Irina Bara                         | 70,3                               | 66                                 |

| Pontos de primeiro serviço conquistados | Pontos de primeiro serviço conquistados | Pontos de primeiro serviço conquistados | Pontos de primeiro serviço conquistados |
| #                                       | Jogadora                                | %                                       | Jogos                                   |
| --------------------------------------- | --------------------------------------- | --------------------------------------- | --------------------------------------- |
| 1                                       | Naomi Osaka                             | 75,7                                    | 21                                      |
| 2                                       | Ashleigh Barty                          | 75,1                                    | 48                                      |
| 3                                       | Serena Williams                         | 72,3                                    | 17                                      |
| 4                                       | Kristýna Plíšková                       | 72,0                                    | 20                                      |
| 5                                       | Jennifer Brady                          | 72,0                                    | 24                                      |
| 6                                       | Elena Rybakina                          | 71,5                                    | 48                                      |
| 7                                       | Liudmila Samsonova                      | 71,5                                    | 39                                      |
| 8                                       | Aryna Sabalenka                         | 71,4                                    | 58                                      |
| 9                                       | Ekaterina Alexandrova                   | 70,6                                    | 44                                      |
| 10                                      | Ons Jabeur                              | 70,3                                    | 66                                      |

| Pontos de segundo serviço conquistados | Pontos de segundo serviço conquistados | Pontos de segundo serviço conquistados | Pontos de segundo serviço conquistados |
| #                                      | Jogadora                               | %                                      | Jogos                                  |
| -------------------------------------- | -------------------------------------- | -------------------------------------- | -------------------------------------- |
| 1                                      | Iga Świątek                            | 53,1                                   | 46                                     |
| 2                                      | Aleksandra Krunić                      | 51,8                                   | 12                                     |
| 3                                      | Naomi Osaka                            | 51,1                                   | 21                                     |
| 4                                      | Jaqueline Cristian                     | 50,8                                   | 23                                     |
| 5                                      | Johanna Konta                          | 50,5                                   | 18                                     |
| 6                                      | Ann Li                                 | 50,4                                   | 29                                     |
| 7                                      | Barbora Krejčíková                     | 50,3                                   | 57                                     |
| 8                                      | Maryna Zanevska                        | 49,8                                   | 11                                     |
| 9                                      | Jennifer Brady                         | 49,7                                   | 24                                     |
| 10                                     | Karolína Muchová                       | 49,7                                   | 28                                     |

| Pontos de serviço conquistados | Pontos de serviço conquistados | Pontos de serviço conquistados | Pontos de serviço conquistados |
| #                              | Jogadora                       | %                              | Jogos                          |
| ------------------------------ | ------------------------------ | ------------------------------ | ------------------------------ |
| 1                              | Ashleigh Barty                 | 64,28                          | 48                             |
| 2                              | Naomi Osaka                    | 64,26                          | 21                             |
| 3                              | Iga Świątek                    | 62,4                           | 46                             |
| 4                              | Aryna Sabalenka                | 61,9                           | 58                             |
| 5                              | Serena Williams                | 61,9                           | 17                             |
| 6                              | Jennifer Brady                 | 61,9                           | 24                             |
| 7                              | Barbora Krejčíková             | 61,6                           | 57                             |
| 8                              | Elena Rybakina                 | 61,5                           | 48                             |
| 9                              | Petra Kvitová                  | 61,2                           | 44                             |
| 10                             | Johanna Konta                  | 61,0                           | 18                             |

| Pontos de devolução conquistados | Pontos de devolução conquistados | Pontos de devolução conquistados | Pontos de devolução conquistados |
| #                                | Jogadora                         | %                                | Jogos                            |
| -------------------------------- | -------------------------------- | -------------------------------- | -------------------------------- |
| 1                                | Lucia Bronzetti                  | 50,4                             | 10                               |
| 2                                | Maryna Zanevska                  | 49,7                             | 11                               |
| 3                                | Sara Errani                      | 49,6                             | 19                               |
| 4                                | Lesia Tsurenko                   | 49,5                             | 16                               |
| 5                                | Sara Sorribes Tormo              | 48,6                             | 46                               |
| 6                                | Victoria Azarenka                | 48,6                             | 37                               |
| 7                                | Elena-Gabriela Ruse              | 48,5                             | 16                               |
| 8                                | María Camila Osorio Serrano      | 48,4                             | 29                               |
| 9                                | Daria Kasatkina                  | 47,8                             | 55                               |
| 10                               | Simona Halep                     | 47,6                             | 34                               |

| Games de serviço conquistados | Games de serviço conquistados | Games de serviço conquistados | Games de serviço conquistados |
| #                             | Jogadora                      | %                             | Jogos                         |
| ----------------------------- | ----------------------------- | ----------------------------- | ----------------------------- |
| 1                             | Ashleigh Barty                | 80,9                          | 48                            |
| 2                             | Naomi Osaka                   | 78,9                          | 21                            |
| 3                             | Aryna Sabalenka               | 76,8                          | 58                            |
| 4                             | Iga Świątek                   | 75,9                          | 46                            |
| 5                             | Petra Kvitová                 | 74,8                          | 44                            |
| 6                             | Elena Rybakina                | 74,0                          | 48                            |
| 7                             | Jennifer Brady                | 73,6                          | 24                            |
| 8                             | Emma Raducanu                 | 73,3                          | 18                            |
| 9                             | Johanna Konta                 | 73,2                          | 18                            |
| 10                            | Anett Kontaveit               | 73,0                          | 64                            |

| Games de devolução conquistados | Games de devolução conquistados | Games de devolução conquistados | Games de devolução conquistados |
| #                               | Jogadora                        | %                               | Jogos                           |
| ------------------------------- | ------------------------------- | ------------------------------- | ------------------------------- |
| 1                               | Lucia Bronzetti                 | 52,1                            | 10                              |
| 2                               | Sara Errani                     | 49,5                            | 19                              |
| 3                               | Lesia Tsurenko                  | 48,8                            | 16                              |
| 4                               | Maryna Zanevska                 | 48,6                            | 11                              |
| 5                               | Sara Sorribes Tormo             | 46,5                            | 46                              |
| 6                               | María Camila Osorio Serrano     | 45,3                            | 29                              |
| 7                               | Simona Halep                    | 45,2                            | 34                              |
| 8                               | Victoria Azarenka               | 45,0                            | 37                              |
| 9                               | Elena-Gabriela Ruse             | 44,9                            | 16                              |
| 10                              | Daria Kasatkina                 | 44,7                            | 55                              |

| Break points salvos | Break points salvos | Break points salvos | Break points salvos |
| #                   | Jogadora            | %                   | Jogos               |
| ------------------- | ------------------- | ------------------- | ------------------- |
| 1                   | Ashleigh Barty      | 64,6                | 48                  |
| 2                   | Emma Raducanu       | 63,2                | 18                  |
| 3                   | Aryna Sabalenka     | 62,1                | 58                  |
| 4                   | Olga Danilović      | 61,7                | 12                  |
| 5                   | Petra Kvitová       | 60,2                | 44                  |
| 6                   | Nina Stojanović     | 60,1                | 23                  |
| 7                   | Karolína Plíšková   | 60,0                | 52                  |
| 8                   | Simona Halep        | 59,5                | 34                  |
| 9                   | Heather Watson      | 59,4                | 23                  |
| 10                  | Kristýna Plíšková   | 59,4                | 20                  |

| Break points convertidos | Break points convertidos | Break points convertidos | Break points convertidos |
| #                        | Jogadora                 | %                        | Jogos                    |
| ------------------------ | ------------------------ | ------------------------ | ------------------------ |
| 1                        | Margarita Gasparyan      | 60,3                     | 10                       |
| 2                        | Aleksandra Krunić        | 56,0                     | 12                       |
| 3                        | Olga Danilović           | 55,1                     | 12                       |
| 4                        | Sara Errani              | 52,8                     | 19                       |
| 5                        | Fiona Ferro              | 51,7                     | 31                       |
| 6                        | Vera Zvonareva           | 51,5                     | 21                       |
| 7                        | Amanda Anisimova         | 51,0                     | 29                       |
| 8                        | Harriet Dart             | 50,9                     | 14                       |
| 9                        | Kaia Kanepi              | 50,3                     | 22                       |
| 10                       | Anhelina Kalinina        | 50,3                     | 19                       |

### Vitórias
Ao final da temporada. Chaves principais em simples.
| Em todos os pisos | Em todos os pisos  | Em todos os pisos | Em todos os pisos |
| #                 | Jogadora           | Vitórias          | Derrotas          |
| ----------------- | ------------------ | ----------------- | ----------------- |
| 1                 | Anett Kontaveit    | 48                | 17                |
| 2                 | Ons Jabeur         | 48                | 19                |
| 3                 | Aryna Sabalenka    | 45                | 18                |
| 4                 | Barbora Krejčíková | 44                | 18                |
| 5                 | Paula Badosa       | 43                | 17                |
| 6                 | Ashleigh Barty     | 42                | 8                 |
| 6                 | Garbiñe Muguruza   | 42                | 17                |
| 8                 | Elina Svitolina    | 41                | 20                |
| 9                 | Danielle Collins   | 40                | 15                |
| 10                | Daria Kasatkina    | 38                | 19                |
| 10                | Maria Sakkari      | 38                | 20                |

| No piso duro | No piso duro        | No piso duro | No piso duro |
| #            | Jogadora            | Vitórias     | Derrotas     |
| ------------ | ------------------- | ------------ | ------------ |
| 1            | Anett Kontaveit     | 39           | 12           |
| 2            | Garbiñe Muguruza    | 35           | 12           |
| 3            | Elina Svitolina     | 31           | 13           |
| 4            | Markéta Vondroušová | 29           | 12           |
| 5            | Danielle Collins    | 28           | 11           |
| 5            | Maria Sakkari       | 28           | 15           |
| 7            | Belinda Bencic      | 27           | 12           |
| 8            | Daria Kasatkina     | 26           | 11           |
| 8            | Jessica Pegula      | 26           | 12           |
| 8            | Sara Sorribes Tormo | 26           | 13           |
| 8            | Barbora Krejčíková  | 26           | 14           |

| No saibro | No saibro            | No saibro | No saibro |
| #         | Jogadora             | Vitórias  | Derrotas  |
| --------- | -------------------- | --------- | --------- |
| 1         | Paula Badosa         | 17        | 3         |
| 2         | Cori Gauff           | 16        | 4         |
| 2         | Tamara Zidanšek      | 16        | 5         |
| 4         | Barbora Krejčíková   | 15        | 3         |
| 5         | Veronika Kudermetova | 14        | 4         |
| 5         | Ashleigh Barty       | 14        | 4         |
| 7         | Aryna Sabalenka      | 13        | 3         |
| 7         | Ons Jabeur           | 13        | 4         |
| 9         | Iga Świątek          | 12        | 2         |
| 9         | Yulia Putintseva     | 12        | 8         |

| Na grama | Na grama           | Na grama | Na grama |
| #        | Jogadora           | Vitórias | Derrotas |
| -------- | ------------------ | -------- | -------- |
| 1        | Angelique Kerber   | 11       | 2        |
| 2        | Ons Jabeur         | 10       | 2        |
| 3        | Jeļena Ostapenko   | 8        | 2        |
| 3        | Liudmila Samsonova | 8        | 1        |
| 5        | Ashleigh Barty     | 7        | 0        |
| 5        | Daria Kasatkina    | 7        | 3        |
| 5        | Elena Rybakina     | 7        | 3        |
| 5        | Aryna Sabalenka    | 7        | 3        |
| 5        | Viktorija Golubic  | 7        | 4        |

| Em três sets | Em três sets         | Em três sets | Em três sets |
| #            | Jogadora             | Vitórias     | Derrotas     |
| ------------ | -------------------- | ------------ | ------------ |
| 1            | Daria Kasatkina      | 17           | 7            |
| 2            | Ons Jabeur           | 16           | 6            |
| 2            | Paula Badosa         | 16           | 6            |
| 4            | Elina Svitolina      | 15           | 10           |
| 5            | Ashleigh Barty       | 14           | 3            |
| 6            | Barbora Krejčíková   | 13           | 4            |
| 6            | Karolína Plíšková    | 13           | 4            |
| 6            | Cori Gauff           | 13           | 6            |
| 9            | Belinda Bencic       | 12           | 4            |
| 9            | Veronika Kudermetova | 12           | 7            |
| 9            | Sara Sorribes Tormo  | 12           | 8            |

| Tiebreaks | Tiebreaks            | Tiebreaks | Tiebreaks |
| #         | Jogadora             | Vencidos  | Perdidos  |
| --------- | -------------------- | --------- | --------- |
| 1         | Bianca Andreescu     | 11        | 5         |
| 1         | Paula Badosa         | 11        | 7         |
| 3         | Veronika Kudermetova | 10        | 8         |
| 3         | Cori Gauff           | 10        | 7         |
| 5         | Belinda Bencic       | 9         | 1         |
| 5         | Tereza Martincová    | 9         | 3         |
| 5         | Aryna Sabalenka      | 9         | 5         |

| Contra oponentes do Top 20 | Contra oponentes do Top 20 | Contra oponentes do Top 20 | Contra oponentes do Top 20 |
| #                          | Jogadora                   | Vitórias                   | Derrotas                   |
| -------------------------- | -------------------------- | -------------------------- | -------------------------- |
| 1                          | Ashleigh Barty             | 14                         | 1                          |
| 1                          | Maria Sakkari              | 14                         | 9                          |
| 3                          | Paula Badosa               | 12                         | 5                          |
| 4                          | Garbiñe Muguruza           | 11                         | 10                         |
| 4                          | Anett Kontaveit            | 11                         | 12                         |

| Contra oponentes do Top 10 | Contra oponentes do Top 10 | Contra oponentes do Top 10 | Contra oponentes do Top 10 |
| #                          | Jogadora                   | Vitórias                   | Derrotas                   |
| -------------------------- | -------------------------- | -------------------------- | -------------------------- |
| 1                          | Maria Sakkari              | 9                          | 6                          |
| 2                          | Ashleigh Barty             | 7                          | 1                          |
| 2                          | Jessica Pegula             | 7                          | 6                          |
| 2                          | Anett Kontaveit            | 7                          | 7                          |
| 2                          | Garbiñe Muguruza           | 7                          | 8                          |

| Contra oponentes do Top 5 | Contra oponentes do Top 5 | Contra oponentes do Top 5 | Contra oponentes do Top 5 |
| #                         | Jogadora                  | Vitórias                  | Derrotas                  |
| ------------------------- | ------------------------- | ------------------------- | ------------------------- |
| 1                         | Maria Sakkari             | 5                         | 0                         |
| 2                         | Anett Kontaveit           | 4                         | 2                         |
| 2                         | Karolína Plíšková         | 4                         | 2                         |
| 2                         | Paula Badosa              | 4                         | 4                         |
| 5                         | Leylah Fernandez          | 3                         | 0                         |
| 5                         | Jil Teichmann             | 3                         | 1                         |

## Rankings

### Simples
| Corrida final de simples - Porsche Race to the WTA Finals (8 de novembro de 2021) | Corrida final de simples - Porsche Race to the WTA Finals (8 de novembro de 2021) | Corrida final de simples - Porsche Race to the WTA Finals (8 de novembro de 2021) | Corrida final de simples - Porsche Race to the WTA Finals (8 de novembro de 2021) |
| Pos.                                                                              | Jogadora                                                                          | Pontos                                                                            | Torneios                                                                          |
| --------------------------------------------------------------------------------- | --------------------------------------------------------------------------------- | --------------------------------------------------------------------------------- | --------------------------------------------------------------------------------- |
| 1ª                                                                                | Ashleigh Barty                                                                    | 6.411                                                                             | 13                                                                                |
| 2ª                                                                                | Aryna Sabalenka                                                                   | 4.768                                                                             | 17                                                                                |
| 3ª                                                                                | Barbora Krejčíková                                                                | 4.518                                                                             | 16                                                                                |
| 4ª                                                                                | Karolína Plíšková                                                                 | 4.036                                                                             | 17                                                                                |
| 5ª                                                                                | Maria Sakkari                                                                     | 3.347                                                                             | 17                                                                                |
| 6ª                                                                                | Iga Świątek                                                                       | 3.226                                                                             | 14                                                                                |
| 7ª                                                                                | Garbiñe Muguruza                                                                  | 3.195                                                                             | 18                                                                                |
| 8ª                                                                                | Paula Badosa                                                                      | 3.112                                                                             | 16                                                                                |
| 9ª                                                                                | Anett Kontaveit                                                                   | 3.096                                                                             | 20                                                                                |
| 10ª                                                                               | Ons Jabeur                                                                        | 3.020                                                                             | 19                                                                                |
| 11ª                                                                               | Naomi Osaka                                                                       | 2.771                                                                             | 10                                                                                |
| 12ª                                                                               | Anastasia Pavlyuchenkova                                                          | 2.548                                                                             | 18                                                                                |
| 13ª                                                                               | Elina Svitolina                                                                   | 2.501                                                                             | 20                                                                                |
| 14ª                                                                               | Jessica Pegula                                                                    | 2.500                                                                             | 18                                                                                |
| 15ª                                                                               | Elise Mertens                                                                     | 2.447                                                                             | 19                                                                                |
| 16ª                                                                               | Angelique Kerber                                                                  | 2.387                                                                             | 16                                                                                |
| 17ª                                                                               | Cori Gauff                                                                        | 2.380                                                                             | 17                                                                                |
| 18ª                                                                               | Emma Raducanu                                                                     | 2.352                                                                             | 6                                                                                 |
| 19ª                                                                               | Belinda Bencic                                                                    | 2.195                                                                             | 20                                                                                |
| 20ª                                                                               | Victoria Azarenka                                                                 | 2.165                                                                             | 14                                                                                |

| Ranking final de simples (22 de novembro de 2021) | Ranking final de simples (22 de novembro de 2021) | Ranking final de simples (22 de novembro de 2021) | Ranking final de simples (22 de novembro de 2021) | Ranking final de simples (22 de novembro de 2021) | Ranking final de simples (22 de novembro de 2021) | Ranking final de simples (22 de novembro de 2021) | Ranking final de simples (22 de novembro de 2021) | Ranking final de simples (22 de novembro de 2021) |
| Pos.                                              | Jogadora                                          | Idade                                             | Pontos                                            | Torneios                                          | Pos. '20                                          | Maior                                             | Menor                                             | Variação                                          |
| ------------------------------------------------- | ------------------------------------------------- | ------------------------------------------------- | ------------------------------------------------- | ------------------------------------------------- | ------------------------------------------------- | ------------------------------------------------- | ------------------------------------------------- | ------------------------------------------------- |
| 1ª                                                | Ashleigh Barty                                    | 25                                                | 7.582                                             | 16                                                | 1                                                 | 1                                                 | 1                                                 | Estável                                           |
| 2ª                                                | Aryna Sabalenka                                   | 23                                                | 6.380                                             | 20                                                | 10                                                | 2                                                 | 10                                                | 8                                                 |
| 3ª                                                | Garbiñe Muguruza                                  | 28                                                | 5.685                                             | 21                                                | 15                                                | 3                                                 | 16                                                | 12                                                |
| 4ª                                                | Karolína Plíšková                                 | 29                                                | 5.135                                             | 19                                                | 6                                                 | 3                                                 | 13                                                | 2                                                 |
| 5ª                                                | Barbora Krejčíková                                | 25                                                | 5.008                                             | 29                                                | 65                                                | 3                                                 | 66                                                | 60                                                |
| 6ª                                                | Maria Sakkari                                     | 26                                                | 4.385                                             | 21                                                | 22                                                | 6                                                 | 25                                                | 16                                                |
| 7ª                                                | Anett Kontaveit                                   | 25                                                | 4.351                                             | 23                                                | 23                                                | 7                                                 | 31                                                | 16                                                |
| 8ª                                                | Paula Badosa                                      | 24                                                | 3.849                                             | 32                                                | 70                                                | 8                                                 | 73                                                | 62                                                |
| 9ª                                                | Iga Świątek                                       | 20                                                | 3.786                                             | 16                                                | 17                                                | 4                                                 | 18                                                | 8                                                 |
| 10ª                                               | Ons Jabeur                                        | 27                                                | 3.455                                             | 21                                                | 31                                                | 7                                                 | 31                                                | 21                                                |
| 11ª                                               | Anastasia Pavlyuchenkova                          | 30                                                | 3.076                                             | 20                                                | 38                                                | 11                                                | 46                                                | 27                                                |
| 12ª                                               | Sofia Kenin                                       | 23                                                | 2.971                                             | 16                                                | 4                                                 | 4                                                 | 15                                                | 8                                                 |
| 13ª                                               | Naomi Osaka                                       | 24                                                | 2.956                                             | 11                                                | 3                                                 | 2                                                 | 13                                                | 10                                                |
| 14ª                                               | Elena Rybakina                                    | 22                                                | 2.855                                             | 29                                                | 19                                                | 14                                                | 23                                                | 5                                                 |
| 15ª                                               | Elina Svitolina                                   | 27                                                | 2.726                                             | 23                                                | 5                                                 | 4                                                 | 15                                                | 10                                                |
| 16ª                                               | Angelique Kerber                                  | 33                                                | 2.671                                             | 18                                                | 25                                                | 9                                                 | 28                                                | 9                                                 |
| 17ª                                               | Petra Kvitová                                     | 31                                                | 2.660                                             | 20                                                | 8                                                 | 8                                                 | 19                                                | 9                                                 |
| 18ª                                               | Jessica Pegula                                    | 27                                                | 2.650                                             | 22                                                | 62                                                | 18                                                | 64                                                | 44                                                |
| 19ª                                               | Emma Raducanu                                     | 19                                                | 2.622                                             | 18                                                | 343                                               | 19                                                | 366                                               | 324                                               |
| 20ª                                               | Simona Halep                                      | 30                                                | 2.576                                             | 17                                                | 2                                                 | 2                                                 | 22                                                | 18                                                |

#### Número 1 do mundo
| Jogadora       | Ganhou o posto | Perdeu o posto |
| -------------- | -------------- | -------------- |
| Ashleigh Barty | antes de 2021  | depois de 2021 |

### Duplas
| Corrida final de duplas - Porsche Race to the WTA Finals (8 de novembro de 2021) | Corrida final de duplas - Porsche Race to the WTA Finals (8 de novembro de 2021) | Corrida final de duplas - Porsche Race to the WTA Finals (8 de novembro de 2021) | Corrida final de duplas - Porsche Race to the WTA Finals (8 de novembro de 2021) |
| Pos.                                                                             | Jogadora                                                                         | Pontos                                                                           | Torneios                                                                         |
| -------------------------------------------------------------------------------- | -------------------------------------------------------------------------------- | -------------------------------------------------------------------------------- | -------------------------------------------------------------------------------- |
| 1ª                                                                               | Barbora Krejčíková Kateřina Siniaková                                            | 6.450                                                                            | 12                                                                               |
| 2ª                                                                               | Shuko Aoyama Ena Shibahara                                                       | 5.070                                                                            | 19                                                                               |
| 3ª                                                                               | Hsieh Su-wei Elise Mertens                                                       | 3.892                                                                            | 9                                                                                |
| 4ª                                                                               | Nicole Melichar-Martinez Demi Schuurs                                            | 3.440                                                                            | 17                                                                               |
| 5ª                                                                               | Samantha Stosur Zhang Shuai                                                      | 2.911                                                                            | 4                                                                                |
| 6ª                                                                               | Catherine McNally Cori Gauff                                                     | 2.770                                                                            | 8                                                                                |
| 7ª                                                                               | Alexa Guarachi Desirae Krawczyk                                                  | 2.695                                                                            | 20                                                                               |
| 8ª                                                                               | Darija Jurak Andreja Klepač                                                      | 2.650                                                                            | 15                                                                               |
| 9ª                                                                               | Gabriela Dabrowski Luisa Stefani                                                 | 2.570                                                                            | 4                                                                                |
| 10ª                                                                              | Sharon Fichman Giuliana Olmos                                                    | 2.491                                                                            | 12                                                                               |
| 11ª                                                                              | Raluca Olaru Nadiia Kichenok                                                     | 2.310                                                                            | 16                                                                               |
| 12ª                                                                              | Lucie Hradecká Marie Bouzková                                                    | 2.242                                                                            | 11                                                                               |

| Ranking final de duplas (22 de novembro de 2021) | Ranking final de duplas (22 de novembro de 2021) | Ranking final de duplas (22 de novembro de 2021) | Ranking final de duplas (22 de novembro de 2021) | Ranking final de duplas (22 de novembro de 2021) | Ranking final de duplas (22 de novembro de 2021) | Ranking final de duplas (22 de novembro de 2021) | Ranking final de duplas (22 de novembro de 2021) | Ranking final de duplas (22 de novembro de 2021) |
| Pos.                                             | Jogadora                                         | Idade                                            | Pontos                                           | Torneios                                         | Pos. '20                                         | Maior                                            | Menor                                            | Variação                                         |
| ------------------------------------------------ | ------------------------------------------------ | ------------------------------------------------ | ------------------------------------------------ | ------------------------------------------------ | ------------------------------------------------ | ------------------------------------------------ | ------------------------------------------------ | ------------------------------------------------ |
| 1ª                                               | Kateřina Siniaková                               | 25                                               | 8.365                                            | 15                                               | 8                                                | 1                                                | 8                                                | 7                                                |
| 2ª                                               | Barbora Krejčíková                               | 25                                               | 8.200                                            | 15                                               | 7                                                | 1                                                | 7                                                | 5                                                |
| 3ª                                               | Hsieh Su-wei                                     | 35                                               | 7.985                                            | 17                                               | 1                                                | 1                                                | 5                                                | 2                                                |
| 4ª                                               | Elise Mertens                                    | 26                                               | 7.495                                            | 18                                               | 6                                                | 1                                                | 8                                                | 2                                                |
| 5ª                                               | Shuko Aoyama                                     | 33                                               | 5.735                                            | 24                                               | 22                                               | 5                                                | 22                                               | 17                                               |
| 5ª                                               | Ena Shibahara                                    | 23                                               | 5.735                                            | 32                                               | 23                                               | 5                                                | 23                                               | 17                                               |
| 7ª                                               | Gabriela Dabrowski                               | 29                                               | 5.355                                            | 18                                               | 10                                               | 5                                                | 15                                               | 3                                                |
| 8ª                                               | Zhang Shuai                                      | 32                                               | 4.990                                            | 31                                               | 27                                               | 8                                                | 50                                               | 19                                               |
| 9ª                                               | Darija Jurak                                     | 37                                               | 4.855                                            | 25                                               | 48                                               | 9                                                | 49                                               | 39                                               |
| 10ª                                              | Luisa Stefani                                    | 24                                               | 4.525                                            | 33                                               | 33                                               | 9                                                | 33                                               | 23                                               |
| 11ª                                              | Demi Schuurs                                     | 28                                               | 4.410                                            | 22                                               | 12                                               | 9                                                | 17                                               | 1                                                |
| 12ª                                              | Nicole Melichar-Martinez                         | 28                                               | 4.230                                            | 23                                               | 11                                               | 9                                                | 19                                               | 1                                                |
| 13ª                                              | Alexa Guarachi                                   | 31                                               | 4.090                                            | 31                                               | 26                                               | 11                                               | 26                                               | 13                                               |
| 14ª                                              | Veronika Kudermetova                             | 24                                               | 4.090                                            | 20                                               | 24                                               | 11                                               | 29                                               | 10                                               |
| 15ª                                              | Bethanie Mattek-Sands                            | 36                                               | 3.570                                            | 19                                               | 20                                               | 13                                               | 23                                               | 5                                                |
| 16ª                                              | Samantha Stosur                                  | 37                                               | 3.541                                            | 13                                               | 31                                               | 16                                               | 101                                              | 15                                               |
| 17ª                                              | Desirae Krawczyk                                 | 27                                               | 3.535                                            | 30                                               | 25                                               | 17                                               | 26                                               | 8                                                |
| 18ª                                              | Giuliana Olmos                                   | 28                                               | 3.400                                            | 27                                               | 61                                               | 18                                               | 61                                               | 43                                               |
| 19ª                                              | Andreja Klepač                                   | 35                                               | 3.390                                            | 28                                               | 39                                               | 19                                               | 42                                               | 20                                               |
| 20ª                                              | Catherine McNally                                | 20                                               | 3.385                                            | 21                                               | 42                                               | 16                                               | 48                                               | 22                                               |

#### Número 1 do mundo
| Jogadora            | Ganhou o posto | Perdeu o posto |
| ------------------- | -------------- | -------------- |
| Hsieh Su-wei        | antes de 2021  | 21/02/2021     |
| Aryna Sabalenka     | 22/02/2021     | 04/04/2021     |
| Hsieh Su-wei        | 05/04/2021     | 09/05/2021     |
| Elise Mertens       | 10/05/2021     | 16/05/2021     |
| Kristina Mladenovic | 17/05/2021     | 13/06/2021     |
| Barbora Krejčíková  | 14/06/2021     | 11/07/2021     |
| Elise Mertens       | 12/07/2021     | 12/09/2021     |
| Hsieh Su-wei        | 13/09/2021     | 19/09/2021     |
| Elise Mertens       | 20/09/2021     | 26/09/2021     |
| Barbora Krejčíková  | 27/09/2021     | 17/10/2021     |
| Elise Mertens       | 18/10/2021     | 24/10/2021     |
| Hsieh Su-wei        | 25/10/2021     | 31/10/2021     |
| Elise Mertens       | 01/11/2021     | 07/11/2021     |
| Hsieh Su-wei        | 08/11/2021     | 21/11/2021     |
| Kateřina Siniaková  | 22/11/2021     | depois de 2021 |

## Distribuição de pontos
A distribuição de pontos para a temporada de 2021 foi definida:
| Categoria               | T      | F      | SF  | QF                                                  | R16                                                 | R32                                                 | R64                                                 | R128                                                | Q                                                   | Q3                                                  | Q2                                                  | Q1                                                  |
| ----------------------- | ------ | ------ | --- | --------------------------------------------------- | --------------------------------------------------- | --------------------------------------------------- | --------------------------------------------------- | --------------------------------------------------- | --------------------------------------------------- | --------------------------------------------------- | --------------------------------------------------- | --------------------------------------------------- |
| Grand Slam (S)          | 2000   | 1300   | 780 | 430                                                 | 240                                                 | 130                                                 | 70                                                  | 10                                                  | 40                                                  | 30                                                  | 20                                                  | 2                                                   |
| Grand Slam (D)          | 2000   | 1300   | 780 | 430                                                 | 240                                                 | 130                                                 | 10                                                  | –                                                   | –                                                   | –                                                   | –                                                   | –                                                   |
| WTA Finals (S/D)§       | 750+FG | 330+FG | FG  | Fase de grupos (FG): 125 por vitória + 125 por jogo | Fase de grupos (FG): 125 por vitória + 125 por jogo | Fase de grupos (FG): 125 por vitória + 125 por jogo | Fase de grupos (FG): 125 por vitória + 125 por jogo | Fase de grupos (FG): 125 por vitória + 125 por jogo | Fase de grupos (FG): 125 por vitória + 125 por jogo | Fase de grupos (FG): 125 por vitória + 125 por jogo | Fase de grupos (FG): 125 por vitória + 125 por jogo | Fase de grupos (FG): 125 por vitória + 125 por jogo |
| WTA 1000 (96S, 48Q)†    | 1000   | 650    | 390 | 215                                                 | 120                                                 | 65                                                  | 35                                                  | 10                                                  | 30                                                  | –                                                   | 20                                                  | 2                                                   |
| WTA 1000 (64/60S, 32Q)† | 1000   | 650    | 390 | 215                                                 | 120                                                 | 65                                                  | 10                                                  | –                                                   | 30                                                  | –                                                   | 20                                                  | 2                                                   |
| WTA 1000 (28/32D)†      | 1000   | 650    | 390 | 215                                                 | 120                                                 | 10                                                  | –                                                   | –                                                   | –                                                   | –                                                   | –                                                   | –                                                   |
| WTA 1000 (56S, 64Q)‡    | 900    | 585    | 350 | 190                                                 | 105                                                 | 60                                                  | 1                                                   | –                                                   | 30                                                  | 22                                                  | 15                                                  | 1                                                   |
| WTA 1000 (56S, 48/32Q)‡ | 900    | 585    | 350 | 190                                                 | 105                                                 | 60                                                  | 1                                                   | –                                                   | 30                                                  | –                                                   | 20                                                  | 1                                                   |
| WTA 1000 (28D)‡         | 900    | 585    | 350 | 190                                                 | 105                                                 | 1                                                   | –                                                   | –                                                   | –                                                   | –                                                   | –                                                   | –                                                   |
| WTA 1000 (16D)‡         | 900    | 585    | 350 | 190                                                 | 1                                                   | –                                                   | –                                                   | –                                                   | –                                                   | –                                                   | –                                                   | –                                                   |
| WTA 500 (56S)           | 470    | 305    | 185 | 100                                                 | 55                                                  | 30                                                  | 1                                                   | –                                                   | 25                                                  | –                                                   | 13                                                  | 1                                                   |
| WTA 500 (32S)           | 470    | 305    | 185 | 100                                                 | 55                                                  | 1                                                   | –                                                   | –                                                   | 25                                                  | 18                                                  | 13                                                  | 1                                                   |
| WTA 500 (16D)           | 470    | 305    | 185 | 100                                                 | 1                                                   | –                                                   | –                                                   | –                                                   | –                                                   | –                                                   | –                                                   | –                                                   |
| WTA 250 (32S, 32Q)      | 280    | 180    | 110 | 60                                                  | 30                                                  | 1                                                   | –                                                   | –                                                   | 18                                                  | 14                                                  | 10                                                  | 1                                                   |
| WTA 250 (32S, 16Q)      | 280    | 180    | 110 | 60                                                  | 30                                                  | 1                                                   | –                                                   | –                                                   | 18                                                  | –                                                   | 12                                                  | 1                                                   |
| WTA 250 (16D)           | 280    | 180    | 110 | 60                                                  | 1                                                   | –                                                   | –                                                   | –                                                   | –                                                   | –                                                   | –                                                   | –                                                   |

§ O Media Guide, que saiu no começo do ano, possui pontuação de duplas conflitante do Finals: informa números como se a chave não tivesse fase de grupos. A informação foi corrigida para a do Match Notes, que foi publicado no mês do evento.

† Grupo de torneios representados por Indian Wells, Madri e Miami.

‡ Grupo de torneios representados por Cincinnati, Dubai, Montreal e Roma.

## Aposentadorias
Notáveis tenistas (campeãs de pelo menos um torneio do circuito WTA e/ou top 100 no ranking de simples ou duplas por pelo menos uma semana) que anunciaram o fim de suas carreiras profissionais durante a temporada de 2021:
Legenda:
- (V) vencedora; (F) finalista; (SF) semifinalista: (QF) quadrifinalista; (#R) derrotada na #ª fase da chave principal; (Q#) derrotada na #ª fase do qualificatório;

- (AO) Australian Open; (RG) Roland Garros; (WC) Wimbledon; (USO) US Open;

- (S) simples; (D) duplas; (DM) duplas mistas.

| 40ª | S | 16/05/2011 |

| 2 | S |

| 3R | AO  | 2012 | S |
| 3R | USO | 2010 | S |

| 9ª  | S | 16/05/2016 |
| 36ª | D | 31/01/2011 |

| 4 | S |
| 5 | D |

| SF | RG | 2015 2017 | S |

| 4ª  | S | 13/05/2019 |
| 16ª | D | 16/04/2018 |

| 10 | S |
| 10 | D |

| SF | RG | 2016 | S |

| 68ª | S | 25/07/2016 |

| QF | USO | 2016 | DM |

| 95ª | D | 29/02/2016 |

| 1 | D |

| Q2 | AO | 2017 | S |

| 32ª | S | 04/08/2014 |

| 2 | S |

| 4R | AO | 2013 | S |

| 50ª | S | 06/11/2006 |
| 3ª  | D | 06/06/2011 |

| 1  | S |
| 15 | D |

| V | WC  | 2010 | D |
| V | USO | 2010 | D |

| 4ª  | S | 17/07/2017 |
| 88ª | D | 01/08/2016 |

| 4 | S |

| SF | AO | 2016 | S |
| SF | RG | 2019 | S |
| SF | WC | 2017 | S |

| 56ª | S | 04/10/2010 |
| 15ª | D | 08/09/2014 |

| 1 | S |
| 9 | D |

| QF | AO   | 2012 2016 | D |
| QF | WC   | 2014      | D |
| QF | 2016 | DM        |   |
| QF | USO  | 2015      | D |

| 25ª | S | 29/10/2012 |
| 3ª  | D | 22/02/2016 |

| 1  | S |
| 13 | D |

| V | WC  | 2010 | D |
| V | USO | 2010 | D |

| 16ª | S | 16/01/2017 |
| 1ª  | D | 15/07/2019 |

| 2  | S |
| 31 | D |

| V | WC | 2019 | D |

| 6ª  | S | 29/02/2016 |
| 11ª | D | 27/04/2015 |

| 2 | S |
| 3 | D |

| SF | RG | 2014 | D |

## Prêmios
Os vencedores do WTA Awards de 2021 foram anunciados em dezembro.
- Jogadora do ano:  Ashleigh Barty;
- Dupla do ano:  Barbora Krejčíková /  Kateřina Siniaková;
- Jogadora que mais evoluiu:  Barbora Krejčíková;
- Revelação do ano:  Emma Raducanu;
- Retorno do ano:  Carla Suárez Navarro;
- Treinador do ano:  Conchita Martínez ( Garbiñe Muguruza).

- Peachy Kellmeyer Player Service:  Kristie Ahn;
- Esportividade Karen Krantzcke:  Carla Suárez Navarro;
- Georgina Clark Mother:  Judy Murray.

Torneios do ano:
- WTA 1000:  Indian Wells;
- WTA 500:  São Petersburgo;
- WTA 250:  Melbourne (Phillip Island Trophy) e  Tenerife.

Favoritos do torcedor:
- Jogada do ano (simples):  Simona Halep na 1ª fase do WTA de Cluj-Napoca (2; Transylvania Open);
- Jogada do ano (duplas):  Gabriela Dabrowski e  Luisa Stefani nas semifinais do WTA de San José.